# Liste der Baudenkmäler in Schwabing-West
Auf dieser Seite sind die Baudenkmäler im Münchner Stadtteil Schwabing-West im gleichnamigen Stadtbezirk 4 aufgelistet. Zu diesen Baudenkmälern gibt es auch eine Bildersammlung und ein Fotoalbum mit ausgewählten Bildern.
Diese Liste ist Teil der Liste der Baudenkmäler in München. Grundlage ist die Bayerische Denkmalliste, die auf Basis des bayerischen Denkmalschutzgesetzes vom 1. Oktober 1973 erstmals erstellt wurde und seither durch das Bayerische Landesamt für Denkmalpflege geführt und aktualisiert wird. Die folgenden Angaben ersetzen nicht die rechtsverbindliche Auskunft der Denkmalschutzbehörde.

## Ensembles

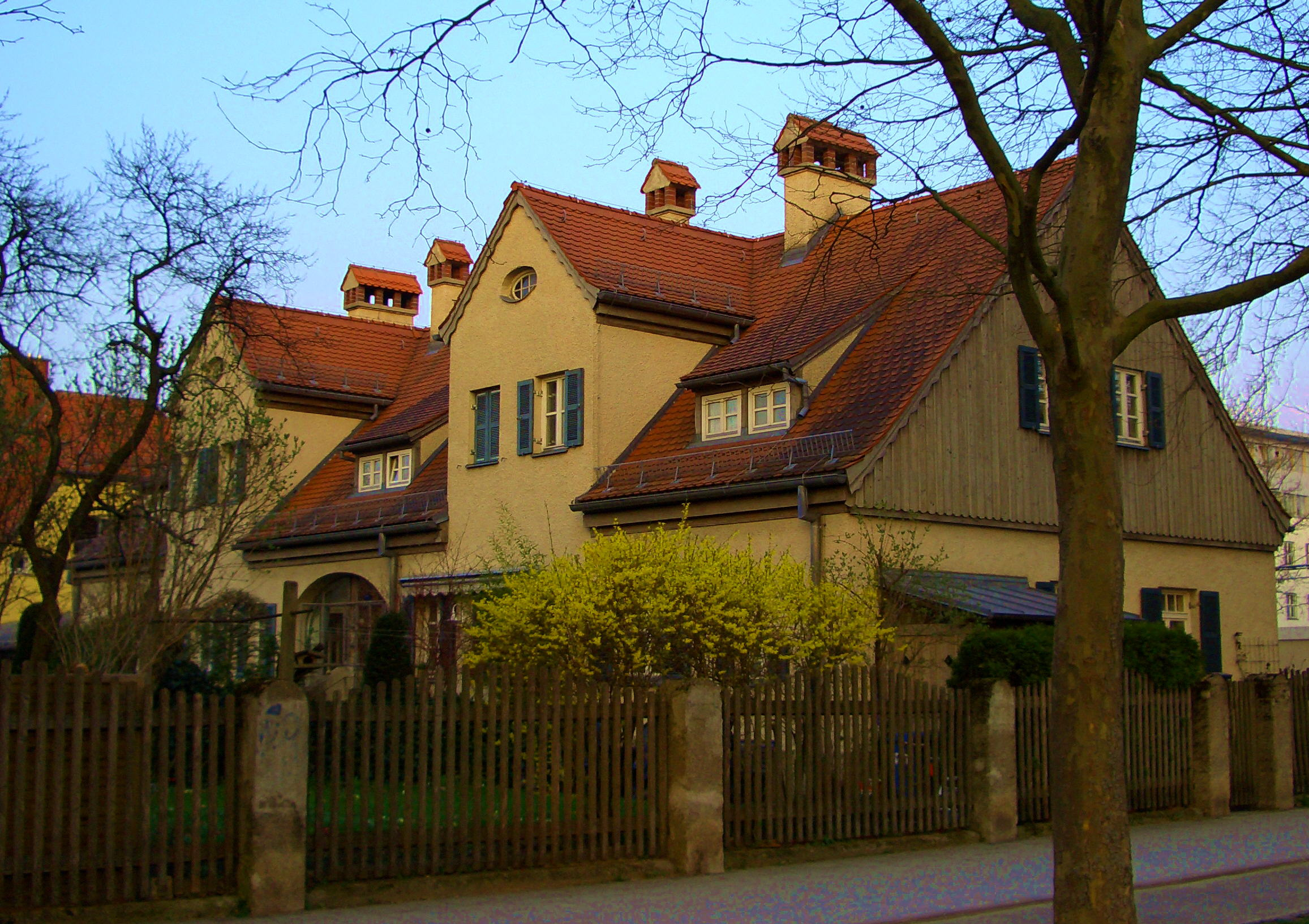
Kleinwohnungsanlage Barbarastraße

- Kleinwohnungsanlage Barbarastraße. Die Kleinwohnungssiedlung auf dem dreieckigen Grundstücksareal zwischen Barbarastraße, Infanteriestraße und Schwere-Reiter-Straße ist als frühestes und einziges siedlungsgeschichtliches Beispiel ihrer Art ein Ensemble. Sie ist Dokument nicht nur allgemein für den in den Jahren vor dem Ersten Weltkrieg besonders geförderten Kleinwohnungsbau in München, sondern speziell auch für den durch die Bayerische Armee geförderten sozialen Wohnungsbau. Gleichzeitig sind hier unmittelbar die Prinzipien Theodor Fischers angewendet, wobei auch Elemente der Gartenstadtidee und des Heimatschutzgedankens in die Planung miteingegangen sind. (E-1-62-000-6)
- Nordschwabing. Bei dem Ensemble Nordschwabing handelt es sich um einen stadtbaugeschichtlich bedeutsamen Quartiersbereich aus der Wende vom geometrischen zum malerischen Städtebau. Im Kaiserplatz und den ihm benachbarten Straßenabschnitten ist als besondere städtebauliche Leistung fassbar, wie über einem technokratisch entwickelten und zweidimensional gedachten Straßenschema eine bauliche Realität sich manifestieren konnte, die mit Differenzierungen im stadtbaugeschichtlich moderneren Bebauungsplandenken sich messen lässt. Zwei städtebauliche Konzeptionen, die in der 2. Hälfte des 19. Jahrhunderts die Stadtgestalt Münchens in entscheidender Weise geprägt haben, sind hier zueinander vermittelt: die traditionell-geometrische Stadterweiterung und der nach dem Stadterweiterungswettbewerb von 1892 unter Theodor Fischer durchgesetzte malerische Städtebau. Im Schnittpunkt dieser beiden Prinzipien gelang nicht nur die homogene Platzschöpfung Kaiserplatz und eine Zentrenbildung für den neuen Stadtteil Nordschwabing mit der Pfarrkirche St. Ursula als Orientierungsfaktor und städtebaulichem Merkzeichen weithin, sondern auch die Schaffung neuer städtebaulicher Elemente, wie Hauptverkehrs- und Wohnnebenstraßen, beides unter Wahrung überschaubarer Straßenabschnitte für die Perspektive des Fußgängers mit entsprechenden architektonischen Pointierungen zu dessen Orientierung im städtischen Raum. Im Ansatz vollzogen wurde damit der stadtbaugeschichtlich wichtige Schritt vom quantitativen Straßenschema zum differenzierteren Bebauungsplan, vom Platzschema zum Platzbild, von der Rasterbebauung der Maxvorstadt zum städtischen Quartier. (E-1-62-000-42)
- Sebastianskirche und Umgebung. Spätes Beispiel einer peripheren Zentrenbildung im Sinne Karl Henricis, akzentuiert durch die von Otho Orlando Kurz und Eduard Herbert 1928/29 errichtete Sebastianskirche, die an der Kreuzung Schleißheimer/Karl-Theodor-Straße platzbildend zurücktritt. Elemente sind ausgedehnte drei- und vierflügelige, viergeschossige Wohnblöcke; Durchführung in Formen der Neuen Sachlichkeit. (E-1-62-000-60)

## Baudenkmäler

### A
| Lage                          | Objekt           | Beschreibung | Akten-Nr.        | Bild            |
| ----------------------------- | ---------------- | --- | ---------------- | --------------- |
| Adelheidstraße 14 (Standort)  | Mietshaus        | Viergeschossiger Satteldachbau in Ecklage, mit Zwerchhäusern, Kastenerkern und Balkonen, in Formen des späten Jugendstils, um 1905. | D-1-62-000-63    | Mietshaus       |
| Adelheidstraße 33 (Standort)  | Mietshaus        | Jugendstil, mit Balkongitter und reichem Stuckdekor, 1911/12 von Franz Popp. | D-1-62-000-64    | weitere Bilder  |
| Agnesstraße 1/3/5 (Standort)  | Postamt          | Fünfgeschossiger Walmdachblock mit Anklängen an den Expressionismus und reichem Steinfigurenschmuck, 1925/26 von Robert Vorhoelzer und Franz Holzhammer; mit Isabellastraße 16. | D-1-62-000-88    | weitere Bilder  |
| Agnesstraße 4 (Standort)      | Mietshaus        | Später Jugendstil, mit zwei Erkern und Stuckdekor, 1910 von Stengel und Hofer; Gruppe mit Agnesstraße 6. | D-1-62-000-89    | Mietshaus       |
| Agnesstraße 6 (Standort)      | Mietshaus        | Später Jugendstil, mit zwei Erkern und Stuckdekor, 1910 von Stengel und Hofer; Gruppe mit Agnesstraße 4. | D-1-62-000-89    | Mietshaus       |
| Agnesstraße 9 (Standort)      | Mietshaus        | Viergeschossiger Mansarddachbau mit zwei polygonalen Erkern, übergiebeltem Dachhaus und barockisierender Putzgliederung, viergeschossiger Mansarddachbau mit zwei polygonalen Erkern, übergiebeltem Dachhaus und barockisierender Putzgliederung, bezeichnet mit dem Jahr 1914.          | D-1-62-000-92    | Mietshaus       |
| Agnesstraße 10 (Standort)     | Rückgebäude      | Viergeschossiger Flügel, rechtwinklig an das (im Krieg zerstörte) Vordergebäude anschließend, 1911 von Otho Orlando Kurz und Eduard Herbert; bildet mit Agnesstraße 12 eine geschlossene Hofsituation.                                                                                   | D-1-62-000-7935  | Rückgebäude     |
| Agnesstraße 12 (Standort)     | Mietshaus        | Viergeschossiger barockisierender Bau mit Loggien in den beiden unteren Geschossen und polygonalen Erkern in den Obergeschossen, von Otho Orlando Kurz und Eduard Herbert, 1911, wohl später aufgestockt.                                                                                | D-1-62-000-93    | Mietshaus       |
| Agnesstraße 14 (Standort)     | Mietshaus        | Neuklassizistisch, mit Pilastern, Erkern und hohem Giebel, 1901 von Otho Orlando Kurz und Eduard Herbert. | D-1-62-000-94    | Mietshaus       |
| Agnesstraße 16 (Standort)     | Mietshaus        | Viergeschossiger neuklassizistischer Mansarddachbau mit Pilastergliederung, 1901 von Otho Orlando Kurz und Eduard Herbert. | D-1-62-000-95    | Mietshaus       |
| Agnesstraße 20 (Standort)     | Mietshaus        | Viergeschossiger Mansarddachbau mit hohem Giebel, polygonalen Eckrisaliten und Erdgeschossloggia, errichtet in Formen des Jugendstils 1901 von Otho Orlando Kurz und Eduard Herbert. | D-1-62-000-96    | Mietshaus       |
| Agnesstraße 37/39 (Standort)  | Mietshausgruppe  | Viergeschossige Mansarddachbauten mit Erker und gemeinsamen Mittelgiebel, errichtet in den Formen des späten Jugendstils, um 1910. | D-1-62-000-97    | Mietshausgruppe |
| Agnesstraße 47 (Standort)     | Mietshaus        | Später Jugendstil, mit zwei Polygonalerkern, daran Stadttorreliefs, um 1910; Gruppe mit Agnesstraße 49. | D-1-62-000-98    | Mietshaus       |
| Agnesstraße 48 (Standort)     | Mietshaus        | viergeschossiger Eckbau mit Mansarddach, Erkern und rundbogigen Fenstern im obersten Geschoss, wohl 1912 | D-1-62-000-10049 | Mietshaus       |
| Agnesstraße 49 (Standort)     | Mietshaus        | Viergeschossiger Mansarddachbau mit Kasten- und Polygonalerker und Stuckreliefs, in den Formen des späten Jugendstils, um 1910; Gruppe mit Agnesstraße 47. | D-1-62-000-99    | Mietshaus       |
| Agnesstraße 55 (Standort)     | Mietshaus        | Viergeschossiger Mansarddachbau mit Pilastergliederung, mittigem Kastenerker und Zwerchgiebel, in den Formen des klassizistischen Jugendstils, um 1911 von Friedrich Spindler; Gruppe mit Agnesstraße 57 und 59.                                                                         | D-1-62-000-100   | Mietshaus       |
| Agnesstraße 56 (Standort)     | Mietshaus        | Viergeschossiger Mansarddachbau mit seitlichen Polygonalerkern, mittig angesetzten Balkons und Zwerchhäusern, in den Formen des Jugendstils, 1908 von Heinrich Hilgert. | D-1-62-000-101   | Mietshaus       |
| Agnesstraße 57 (Standort)     | Mietshaus        | Viergeschossiger Mansarddachbau mit Pilastergliederung, seitlichen Segmenterkern und Zwerchhäusern, in den Formen des klassizistischen Jugendstils, um 1911 von Friedrich Spindler; Gruppe mit Agnesstraße 55 und 59.                                                                    | D-1-62-000-102   | Mietshaus       |
| Agnesstraße 58 (Standort)     | Mietshaus        | Fünfgeschossiger Jugendstil-Eckbau mit Walmdach, Kasten- und Polygonalerker, um 1910. | D-1-62-000-103   | Mietshaus       |
| Agnesstraße 59 (Standort)     | Mietshaus        | Viergeschossiger Mansarddachbau mit Pilastergliederung, zwei Polygonalerkern, breitem Dachhaus und ornamentalem Fassadenschmuck, errichtet in den Formen des klassizistischen Jugendstils, 1911 von Friedrich Spindler; Gruppe mit Agnesstraße 55 und 57.                                | D-1-62-000-104   | Mietshaus       |
| Agnesstraße 60 (Standort)     | Mietshaus        | Viergeschossiger Jugendstilbau mit Mansarddach, Dachhaus und zwei Segmenterkern, bezeichnet mit dem Jahr 1909. | D-1-62-000-105   | Mietshaus       |
| Agnesstraße 61 (Standort)     | Mietshaus        | Viergeschossiger historisierender Mansardwalmdachbau in Ecklage mit Kastenerkern und übergiebelten Zwerchhäusern, 1911 von Friedrich Spindler. | D-1-62-000-106   | Mietshaus       |
| Agnesstraße 62/64 (Standort)  | Mietshausgruppe  | Neuklassizistisch, mit reicher Putzgliederung, um 1910. | D-1-62-000-107   | Mietshausgruppe |
| Agnesstraße 66 (Standort)     | Mietshaus        | Viergeschossiger Jugendstil-Eckbau mit Mansardwalmdach und zwei Erkern, um 1910. | D-1-62-000-108   | Mietshaus       |
| Ainmillerstraße 33 (Standort) | Mietshaus        | Viergeschossiger Jugendstil-Eckbau mit Erkern, Balkons und Putzdekor, Anfang 20. Jahrhundert, später aufgestockt. | D-1-62-000-134   | Mietshaus       |
| Ainmillerstraße 34 (Standort) | Mietshaus        | Viergeschossiger historisierender Walmdachbau mit Doppelerkerfassade und sparsamer Gliederung, Anfang 20. Jahrhundert, zum Teil vereinfacht; 1918/19 Wohnhaus Rainer Maria Rilkes (Gedenktafel).                                                                                         | D-1-62-000-135   | Mietshaus       |
| Ainmillerstraße 35 (Standort) | Mietshaus        | In Ecklage, später Jugendstil, mit Erkern, Anfang 20. Jahrhundert; Gruppe mit Ainmillerstraße 37. | D-1-62-000-136   | Mietshaus       |
| Ainmillerstraße 37 (Standort) | Mietshaus        | Viergeschossiger Jugendstilbau mit Ateliergiebel und Putzgliederung, Anfang 20. Jahrhundert; Gruppe mit Ainmillerstraße 35. | D-1-62-000-137   | Mietshaus       |
| Ainmillerstraße 40 (Standort) | Mietshaus        | Viergeschossiger Walmdachbau in barockisierenden Jugendstilformen mit übergiebeltem Erker, Balkons und Stuckdekor, um 1900. | D-1-62-000-138   | Mietshaus       |
| Ansbacher Straße 4 (Standort) | Mietshaus        | Viergeschossiger Jugendstilbau mit breitem Dachhaus, Polygonalerkern, Balkons und Putzgliederung, Anfang 20. Jahrhundert. | D-1-62-000-356   | Mietshaus       |
| Apianstraße 1 (Standort)      | Mietshaus        | Viergeschossiger Mansarddachbau mit geschweiftem Zwerchgiebel, errichtet in den Formen der deutschen Renaissance, um 1900. | D-1-62-000-375   | Mietshaus       |
| Apianstraße 2 (Standort)      | Mietshaus        | Viergeschossiger Satteldachbau mit schlichter Fassadengliederung, 1900 von Alfred Stöckle. | D-1-62-000-376   | Mietshaus       |
| Apianstraße 3 (Standort)      | Mietshaus        | Dreigeschossiger Mansarddachbau mit barockisierender Putzgliederung, um 1900, Fassade erneuert. | D-1-62-000-377   | Mietshaus       |
| Apianstraße 4 (Standort)      | Mietshaus        | Viergeschossiger Eckbau mit Walmdach und schlichter Neurenaissancegliederung, um 1900. | D-1-62-000-378   | Mietshaus       |
| Apianstraße 5 (Standort)      | Mietshaus        | Viergeschossiger Neubarockbau mit Walmdach, stuckierter Fassade und erhöhter Eckausbildung, Dachhaus mit Schweifgiebel, um 1900. | D-1-62-000-379   | Mietshaus       |
| Apianstraße 6 (Standort)      | Mietshaus        | Viergeschossiger Mansarddachbau mit seitlichem Erker, Zwerchgiebel und Stuckdekor in Jugendstilformen, um 1900; Rückgebäude, eingeschossiger Mansarddachbau, um 1900. | D-1-62-000-380   | Mietshaus       |
| Apianstraße 7 (Standort)      | Mietshaus        | Viergeschossiger Eckbau mit Mansardwalmdach, Schweifgiebel und Stuckdekor in Formen des barockisierenden Jugendstils, 1901 von Paul Böhmer; Fassade zum Teil vereinfacht; Gruppe mit Herzogstraße 82.                                                                                    | D-1-62-000-381   | Mietshaus       |
| Apianstraße 8 (Standort)      | Mietshaus        | Viergeschossiger Neubarockbau mit Schweifgiebel und reicher Fassadengliederung, bezeichnet mit dem Jahr 1900. | D-1-62-000-382   | Mietshaus       |
| Arcisstraße 65 (Standort)     | Gisela-Gymnasium | Viergeschossiger Walmdachgruppenbau in Ecklage mit Schweifgiebel, Dachreiter, reichem Putzdekor und plastisch ausgestalteten Portalen, in historisierenden Formen, von Cajetan Pacher, 1903–1904, erweitert 1911; städtebauliche Gruppe mit Elisabethplatz 4 (Volks- und Gewerbeschule). | D-1-62-000-391   | weitere Bilder  |

### B
| Lage                                               | Objekt                     | Beschreibung | Akten-Nr.                 | Bild                       |
| -------------------------------------------------- | -------------------------- | --- | ------------------------- | -------------------------- |
| Bauerstraße 2 (Standort)                           | Mietshaus                  | Viergeschossiger Eckbau mit Walmdach und Schweifgiebeln, errichtet in den Formen der deutschen Renaissance, bezeichnet mit dem Jahr 1898. | D-1-62-000-592            | weitere Bilder             |
| Bauerstraße 4 (Standort)                           | Mietshaus                  | Viergeschossiger Traufseitbau mit Halbwalmdach und Dachhaus, errichtet in den Formen der deutschen Renaissance, um 1900. | D-1-62-000-593            | Mietshaus                  |
| Bauerstraße 5 (Standort)                           | Mietshaus                  | Viergeschossiger Halbwalmdachbau mit vorgeblendeter Putzrustikafassade im neubarocken Stil, Stuckdekor und übergiebeltem Dachhaus, um 1890. | D-1-62-000-594            | Mietshaus                  |
| Bauerstraße 9 (Standort)                           | Mietshaus                  | Viergeschossiger Eckbau, durch turmartige Eckrisalite, mittigen Dreieckserker und Loggien gegliederter Mansardwalmdachbau, 1928/1929 von dem Architekten Julius Metzger an der Ecke zur Gentzstraße errichtet. | D-1-62-000-7869           | Mietshaus                  |
| Bauerstraße 15 (Standort)                          | Mietshaus                  | Viergeschossiger Mansardwalmdachbau mit Kastenerker, Schweifgiebel und Putzgliederung, errichtet in den Formen des barockisierenden Jugendstils, um 1900/1910; Gruppe mit Bauerstraße 17. | D-1-62-000-595            | Mietshaus                  |
| Bauerstraße 16 (Standort)                          | Mietshaus                  | Viergeschossiger Walmdachbau in Ecklage, mit zwei Kastenerkern, Zwerchgiebeln und Stuckdekor, errichtet in den Formen des Jugendstils, um 1900. | D-1-62-000-596            | Mietshaus                  |
| Bauerstraße 17 (Standort)                          | Mietshaus                  | Viergeschossiger Mansardwalmdachbau mit Erker-Balkon-Gruppe, übergiebeltem Zwerchhaus und Putzgliederung, errichtet in den Formen des barockisierenden Jugendstils, 1909 von Karl Fendt; Gruppe mit Bauerstraße 15. | D-1-62-000-597            | Mietshaus                  |
| Bauerstraße 19 (Standort)                          | Mietshaus                  | Viergeschossiger Walmdachbau mit Flacherker und Zwerchgiebel, errichtet in den Formen des späten Jugendstils, bezeichnet mit dem Jahr 1911. | D-1-62-000-598            | Mietshaus                  |
| Bauerstraße 20 (Standort)                          | Mietshaus                  | Viergeschossiger Jugendstilbau mit Walmdach, Balkon-Erker-Gruppe und Stuckdekor, um 1908; Gruppe mit Bauerstraße 22. | D-1-62-000-599            | Mietshaus                  |
| Bauerstraße 22 (Standort)                          | Mietshaus                  | Viergeschossiger abgewalmter Jugendstilbau in Ecklage, mit Flacherker, Erker-Balkon-Gruppe und Stuckdekor, bezeichnet mit dem Jahr 1908; mit Einfriedung. Gruppe mit Bauerstraße 20. | D-1-62-000-600            | Mietshaus                  |
| Bauerstraße 24 (Standort)                          | Mietshaus                  | Viergeschossiger Jugendstilbau mit Mansardwalmdach und Erker-Balkon-Gruppe, Anfang 20. Jahrhundert. | D-1-62-000-601            | Mietshaus                  |
| Bauerstraße 34 (Standort)                          | Mietshaus                  | Viergeschossiger Jugendstil-Eckbau mit Mansardwalmdach und Stuckdekor, reich durch Erker und Balkone gegliederte Fassade, 1910 von Franz Popp. Mit Einfriedung. | D-1-62-000-602            | Mietshaus                  |
| Bauerstraße 36 (Standort)                          | Mietshaus                  | Viergeschossiger Mansardwalmdachbau in Ecklage, mit städtebaulich beherrschendem Giebel, Erker und von Erkern eingespannten Balkons, Anfang 20. Jahrhundert. | D-1-62-000-603            | Mietshaus                  |
| Bauerstraße 38a (Standort)                         | Mietshaus                  | Viergeschossiger Walmdachbau mit breitem Dachaus, Erker-Balkon-Gruppe und reichem Stuckdekor, errichtet in den Formen des Jugendstil, 1910–1911 von Karl Fendt; Gruppe mit Bauerstraße 40. | D-1-62-000-604            | Mietshaus                  |
| Bauerstraße 40 (Standort)                          | Mietshaus                  | Viergeschossiger Walmdachbau mit breitem Dachaus, von Erkern eingespannten Balkons und reichem Stuckdekor, errichtet in den Formen des Jugendstils; Gruppe mit Bauerstraße 38. | D-1-62-000-605            | Mietshaus                  |
| Bechsteinstraße 1/3/5/7 (Standort)                 | Wohnblock                  | Viergeschossige Südfront eines vierflügeligen Flachdachblocks im Stil der Neuen Sachlichkeit mit Balkonbändern und Bauplastik. Um 1930 von Eduard Herbert und Otho Orlando Kurz. Mit Einfriedung. Siehe auch Karl-Theodor-Straße 102/104/106.                                                                                          | D-1-62-000-3273           | Wohnblock                  |
| Belgradstraße (Standort)                           | U-Bahnhof Scheidplatz      | U-Bahnhöfe der Olympia-U-Bahn-Linie, Folge von fünf Bahnhöfen, vom U-Bahnreferat der Landeshauptstadt München unter Leitung von Garabede Chabasian, 1968–72 U-Bahnhof Scheidplatz, unterirdische Haltestelle mit zwei Bahnsteigen und vier Gleisen sowie zwei getrennte Verteilergeschosse, Hintergleiswandgestaltung von Waki Zöllner | D-1-62-000-10051          | weitere Bilder             |
| Belgradstraße 1 (Standort)                         | Mietshaus                  | Fünfgeschossiger Eckbau mit Erkern, Zwerchgiebeln und polygonalem Eckerker mit Glockendach, errichtet in den Formen der deutschen Renaissance, 1898 von Xaver Heininger; bildet mit Hohenzollernstraße 86 einen monumentalen Block, der den Kurfürstenplatz nördlich abschließt.                                                       | D-1-62-000-679            | weitere Bilder             |
| Belgradstraße 3/5 (Standort)                       | Mietshaus                  | Viergeschossiger historisierende Mansarddachbauten mit polygonalen Erkern und Zwerchgiebeln, 1910 von Georg Weber; Gruppe mit Belgradstraße 5. | D-1-62-000-680            | Mietshaus                  |
| Belgradstraße 14 (Standort)                        | Mietshaus                  | Viergeschossiger historisierender Bau mit asymmetrisch angeordnetem Schweifgiebel und Stuckreliefs, 1904. | D-1-62-000-683            | Mietshaus                  |
| Belgradstraße 16 (Standort)                        | Mietshaus                  | Viergeschossiger Jugendstilbau in Ecklage mit Mansardwalmdach, Erkern und Stuckdekor, über Eck gestellter Erker mit Zwiebelhaube, um 1900. | D-1-62-000-684            | weitere Bilder             |
| Belgradstraße 17 (Standort)                        | Mietshaus                  | Viergeschossiger Mansarddachbau mit Erker, Zwerchhaus und Fassadenstuck, errichtet in den Formen der deutschen Renaissance, um 1900; Gruppe mit Belgradstraße 19 und Herzogstraße 73. | D-1-62-000-685            | Mietshaus                  |
| Belgradstraße 18 (Standort)                        | Mietshaus                  | Viergeschossiger neubarocker Mansarddachbau mit geschweiftem Zwerchgiebel und Balkongittern, um 1900. | D-1-62-000-686            | Mietshaus                  |
| Belgradstraße 19 (Standort)                        | Mietshaus                  | Viergeschossiger Walmdach-Eckbau mit Kastenerker, über Eck gestellten Zwerchhäusern und Fassadenstuck, errichtet in den Formen der deutschen Renaissance, bezeichnet mit dem Jahr 1900, von Andreas Aigner; Gruppe mit Belgradstraße 17 und Herzogstraße 73.                                                                           | D-1-62-000-687            | Mietshaus                  |
| Belgradstraße 21 (Standort)                        | Mietshaus                  | Viergeschossiger Eckbau mit Mansardwalmdach und reich gegliederter Fassade mit Kastenerkern und Zwerchgiebeln, über Eck gestellter Runderker mit Kegeldach, errichtet in den Formen der deutschen Renaissance, um 1900; Gruppe mit Belgradstraße 23 und Herzogstraße 74.                                                               | D-1-62-000-688            | weitere Bilder             |
| Belgradstraße 22 (Standort)                        | Mietshaus                  | Jugendstil, mit Erker und sehr reichem Stuck, 1899 von Johann Lang; Gruppe mit Belgradstraße 24. | D-1-62-000-689            | Mietshaus                  |
| Belgradstraße 23 (Standort)                        | Mietshaus                  | Viergeschossiger Bau mit Mansardwalmdach, Kastenerker und Zwerchgiebel, errichtet in den Formen der deutschen Renaissance, um 1900; Rückgebäude, eingeschossiger Mansarddachbau mit Giebelfront, um 1900; Einfriedung. Gruppe mit Belgradstraße 21.                                                                                    | D-1-62-000-690            | Mietshaus                  |
| Belgradstraße 24 (Standort)                        | Mietshaus                  | Viergeschossige Jugendstilbauten mit Erkern, Zwerchgiebeln und stuckierter Fassade, Eckbau mit über Eck gestellten Erkerturm, 1899 von Johann Lang; Gruppe mit Belgradstraße 22. | D-1-62-000-689            | Mietshaus                  |
| Belgradstraße 26 (Standort)                        | Mietshaus                  | Viergeschossiger Walmdach-Eckbau mit Schweifgiebeln, Stuckfassade und Erkerturm mit Zwiebelhaube, errichtet in den Formen der deutschen Renaissance, 1898–1899 von Paul Dietze und Johann Lang. | D-1-62-000-692            | Mietshaus                  |
| Belgradstraße 29 (Standort)                        | Mietshaus                  | Viergeschossiger Neurenaissance-Eckbau mit Mansarddach, um 1900.; Gruppe mit Clemensstraße 64. | D-1-62-000-693            | Mietshaus                  |
| Belgradstraße 30 (Standort)                        | Mietshaus                  | Viergeschossiger Jugendstilbau mit Mansardwalmdach und übergiebeltem Zwerchhaus, zwischen polygonalen Erkern eingespannte Balkons, 1910 von Georg Hagn. | D-1-62-000-694            | Mietshaus                  |
| Belgradstraße 33 (Standort)                        | Mietshaus                  | viergeschossiger schlichter Neurenaissancebau mit Dachgauben und Mansarddach, um 1890. | D-1-62-000-695            | Mietshaus                  |
| Belgradstraße 34 (Standort)                        | Mietshaus                  | Viergeschossiger schlichter Neurenaissance-Eckbau mit Mansarddach, um 1890/1900. | D-1-62-000-696            | Mietshaus                  |
| Belgradstraße 36/38/40/42 (Standort)               | Mietshausgruppe            | Viergeschossige neuklassizistische Bauten mit Mansarddach, Putzgliederung und Zwerchgiebeln, teilweise mit Loggien, um 1910; mit Rückgebäude, durchgängiger viergeschossiger Walmdachbau mit Putzgliederung, wohl bauzeitlich. | D-1-62-000-697            | Mietshausgruppe            |
| Belgradstraße 113 (Standort)                       | Luitpoldpark               | 1910–11 angelegt (12,5 ha), verbindet regelmäßige Elemente mit Zügen des Landschaftsparks. Nach 1945 um das Gelände des Schuttberges nach Norden erweitert. | D-1-62-000-4137           | weitere Bilder             |
| Im Luitpoldpark (Standort)                         | Obelisk                    | Zum Gedenken an den 90. Geburtstag des Prinzregenten Luitpold, 1911 von Heinrich Düll und Georg Pezold; im Südteil des Parks nahe der Karl-Theodor-Straße. | D-1-62-000-4137 zugehörig | Obelisk                    |
| Im Luitpoldpark (Standort)                         | Wilhelm-Götz-Denkmal       | Pfeiler mit Reliefbildnis, von Ruhebank flankiert, 1913 von Hans Hemmesdorfer; nahe der Borschtallee. | D-1-62-000-4137 zugehörig | Wilhelm-Götz-Denkmal       |
| Im Luitpoldpark (Standort)                         | Bildstock                  | Steinerner Bildstock vom spätgotischen Typus, mit neuem Marienbild; Ecke Karl-Theodor-/Brunnerstraße. | D-1-62-000-4137 zugehörig | Bildstock                  |
| Im Luitpoldpark (Standort)                         | Zwei neubarocke Steinvasen | Die Freitreppe von der Karl-Theodor-Straße zum Gartenparterre um das Luitpolddenkmal flankierend, um 1910. | D-1-62-000-4137 zugehörig | Zwei neubarocke Steinvasen |
| Bonner Platz (Standort)                            | U-Bahnhof Bonner Platz     | U-Bahnhöfe der Olympia-U-Bahn-Linie, Folge von fünf Bahnhöfen, vom U-Bahnreferat der Landeshauptstadt München unter Leitung von Garabede Chabasian, 1968–72 U-Bahnhof Bonner Platz, unterirdische Haltestelle mit Mittelbahnsteig und zwei Gleisen sowie Verteilergeschoss, Hintergleiswandgestaltung von Christine Stadler            | D-1-62-000-10051          | weitere Bilder             |
| Böttingerstraße 1/3/5/7/8/9/10/11/12/13 (Standort) | Wohnanlage                 | U-förmig einen Hof umschließender viergeschossiger Flachdachbau mit Balkonen, Dreieckerkern, Fresken und Bauplastik, in Formen der Neuen Sachlichkeit, 1929/1930 von Eduard Herbert und Otho Orlando Kurz. Mit Vorgartenmauern. Siehe auch Hiltenspergerstraße 99/101/103/105/107 mit Böttingerstraße 2/4/6/8/10.                      | D-1-62-000-6211           | Wohnanlage                 |
| Brunnerstraße 2 (im Luitpoldpark) (Standort)       | Bamberger Haus             | Gartenrestaurant, zweigeschossiger Walmdachbau. Erbaut 1912 von Franz Rank unter Verwendung prächtiger Sandstein-Gliederungen vom sogenannten Böttingerhaus in Bamberg (Judengasse 14, um 1710). Nach Zerstörung im Zweiten Weltkrieg Wiederaufbau 1983; am westlichen Eingang des Luitpoldparkes.                                     | D-1-62-000-1015           | weitere Bilder             |

### C
| Lage | Objekt                                | Beschreibung | Akten-Nr.        | Bild            |
| --- | ------------------------------------- | --- | ---------------- | --------------- |
| Clemensstraße 38 (Standort)                                                                                        | Mietshaus                             | Viergeschossiger Eckbau mit Erkern und Putzdekor, in Formen des späten Jugendstils, Anfang 20. Jahrhundert; bildet eine Gruppe mit Clemensstraße 40. | D-1-62-000-1083  | weitere Bilder  |
| Clemensstraße 40 (Standort)                                                                                        | Mietshaus                             | Viergeschossiger Walmdachbau mit Erkern und Putzdekor, in Formen des späten Jugendstils, Anfang 20. Jahrhundert; Gruppe mit Clemensstraße 38. | D-1-62-000-1084  | weitere Bilder  |
| Clemensstraße 41 (Standort)                                                                                        | Mietshaus                             | Viergeschossiger barockisierender Jugendstilbau in Ecklage mit Mansardwalmdach, Flacherkern und Stuckdekor, Zwerchhäuser mit Schweifgiebeln, 1907 von Eduard Herbert. | D-1-62-000-1085  | weitere Bilder  |
| Clemensstraße 43 (Standort)                                                                                        | Mietshaus                             | Viergeschossiger Mansarddachbau mit Erker-Balkon-Gruppe, Stuckdekor und Dachhaus, in Formen des barockisierenden Jugendstils, 1910 von Carl Evora; Gruppe mit Clemensstraße 41. | D-1-62-000-1086  | weitere Bilder  |
| Clemensstraße 47 (Standort)                                                                                        | Mietshaus                             | Viergeschossiger barockisierender Bau mit seitlichem Halbwalmdachabschluss, Zwerchhäusern und Erker, Anfang 20. Jahrhundert. | D-1-62-000-1087  | Mietshaus       |
| Clemensstraße 51 (Standort)                                                                                        | Mietshaus                             | Viergeschossiger Jugendstilbau mit Mansardwalmdach, Erker und Dachhaus, Anfang 20. Jahrhundert. Mit Rückgebäude, viergeschossig, mit Putzgliederung. | D-1-62-000-1088  | weitere Bilder  |
| Clemensstraße 55/57/59/61/63/65 (Standort)                                                                         | Symmetrische Wohnanlage               | Viergeschossige Bauten mit Loggien, Erkern und Zwerchhäusern, symmetrisch errichtet mit Innenhofausbildungen, 1908–1910 von Heilmann und Littmann. | D-1-62-000-1089  | weitere Bilder  |
| Clemensstraße 62 (Standort)                                                                                        | Mietshaus                             | Viergeschossiger Neubarockbau mit Mansardwalmdach, Schweifgiebel und Stuckdekor, neubarocke Dachgauben, 1899 von Anton Wörz. | D-1-62-000-1090  | Mietshaus       |
| Clemensstraße 64 (Standort)                                                                                        | Mietshaus                             | Viergeschossiger Neurenaissancebau mit Mansarddach und übergiebeltem Zwerchhaus, Ende 19. Jahrhundert, 1910 von Franz Popp umgebaut und um eine Fensterachse nach Westen erweitert. | D-1-62-000-1092  | Mietshaus       |
| Clemensstraße 66 (Standort)                                                                                        | Mietshaus                             | Viergeschossiger Jugendstilbau mit Mansarddach, Putzdekor und Dachhaus mit Halbwalm, zwischen Segmenterkern eingespannte Balkons, Anfang 20. Jahrhundert. Rückgebäude, zweigeschossiges Doppelwohnhaus mit Schopfwalm. | D-1-62-000-1094  | weitere Bilder  |
| Clemensstraße 67 (Standort)                                                                                        | Mietshaus                             | Viergeschossiger Mansarddachbau mit Putzgliederung und neubarocker Stuckzier, um 1900; Gruppe mit Clemensstraße 69. | D-1-62-000-1095  | Mietshaus       |
| Clemensstraße 68 (Standort)                                                                                        | Mietshaus                             | Viergeschossiger barockisierender Jugendstilbau mit Mittelerker, übergiebeltem Zwerchhaus und Stuckdekor, bezeichnet mit dem Jahr 1904. Rückgebäude, zweigeschossiges Doppelwohnhaus mit Schopfwalm, Anfang 20. Jahrhundert. | D-1-62-000-1096  | weitere Bilder  |
| Clemensstraße 69 (Standort)                                                                                        | Mietshaus                             | Viergeschossiger Mansarddachbau mit Dachhaus, Putzgliederung und neubarocker Stuckzier, um 1900; Gruppe mit Clemensstraße 67. | D-1-62-000-1097  | Mietshaus       |
| Clemensstraße 70 (Standort)                                                                                        | Mietshaus                             | Viergeschossiger Mansarddachbau mit breitem Dachhaus, zwei Segmentbogenerkern und Putzgliederung, errichtet in Formen des Jugendstils, 1912 von Fritz Sedlmair. | D-1-62-000-1098  | Mietshaus       |
| Clemensstraße 71 (Standort)                                                                                        | Mietshaus                             | Viergeschossiger barockisierender Jugendstil-Eckbau mit Segmentbogengiebel, Putzgliederung und Stuckdekor, 1900 von Gerhard Welzel. | D-1-62-000-1099  | Mietshaus       |
| Clemensstraße 73 (Standort)                                                                                        | Mietshaus                             | Viergeschossiger historisierender Bau mit asymmetrisch angesetztem Zwerchgiebel und Putzgliederung, 1902 von Gerhard Welzel. | D-1-62-000-1100  | Mietshaus       |
| Clemensstraße 75 (Standort)                                                                                        | Mietshaus                             | Viergeschossiger Mansarddachbau mit Erdgeschossrustizierung und Volutengiebeln, 1902 von Andreas Aigner und Paul Breitsameter. | D-1-62-000-1101  | Mietshaus       |
| Clemensstraße 76 (Standort)                                                                                        | Mietshaus                             | Viergeschossiger Jugendstilbau mit Mansarddach, breitem Dachhaus und zwischen Erkern eingespannten Balkonen, Stuckzier, 1911 von Adolf Wentzel. | D-1-62-000-1102  | weitere Bilder  |
| Clemensstraße 77 (Standort)                                                                                        | Mietshaus                             | Viergeschossiger Neurenaissancebau mit übergiebelten Zwerchhäusern, um 1900. | D-1-62-000-1103  | Mietshaus       |
| Clemensstraße 78 (Standort)                                                                                        | Mietshaus                             | Viergeschossiger Jugendstilbau mit Mansarddach, breitem Dachhaus und Balkon-Erker-Gruppe, Anfang 20. Jahrhundert. | D-1-62-000-1104  | weitere Bilder  |
| Clemensstraße 80 (Standort)                                                                                        | Mietshaus                             | Viergeschossiger Jugendstilbau mit Mansarddach, übergiebeltem breiten Dachhaus und angedeuteten Segmenterkern, Putzdekor, Anfang 20. Jahrhundert. | D-1-62-000-1105  | weitere Bilder  |
| Clemensstraße 81 (Standort)                                                                                        | Mietshaus                             | Viergeschossiger Neurenaissancebau mit breitem Dachhaus, um 1900. | D-1-62-000-1106  | Mietshaus       |
| Clemensstraße 120/122 (Standort)                                                                                   | Mietshausgruppe                       | Dreigeschossige Mansarddachbauten mit Erker und Putzgliederung, erbaut in den Formen des reduzierten Historismus, 1912 von Hans Thaler. | D-1-62-000-1107  | Mietshausgruppe |
| Clemensstraße 125 (Standort)                                                                                       | Mietshaus                             | Dreigeschossiger Mansarddachbau mit Putzgliederung, breitem Dachhaus und Zwerchgiebeln, Anfang 20. Jahrhundert. | D-1-62-000-1108  | Mietshaus       |
| Clemensstraße 127 (Standort)                                                                                       | Mietshaus                             | Jugendstil, mit Stuckdekor, 1903 von Andreas Aigner und Paul Breitsameter. | D-1-62-000-1109  | Mietshaus       |
| Clemensstraße 124/126/128/130/132; Schleißheimer Straße 145/147/149/151/153/155; Winzererstraße 120/122 (Standort) | Wohnsiedlung, symmetrische Wohnanlage | Wohnungsanlage des Vereins für Volkswohnungen, südlicher Teil einer Blockbebauung, viergeschossige Baugruppe mit einem dreigeschossigen Mittelteil zur Clemensstraße, mit Mansard- bzw. Satteldächern, teils mit barockisierenden Anklängen, teils expressionistisch gestaltet, von Hans Steiner bzw. der Abteilung Baubüro des Bayerischen Bauvereinskartells München e. V., 1921–29; Rückgebäude, aus drei Mietshäusern bestehend, dreigeschossiger Steilwalmdachbau, 1921. | D-1-62-000-11072 | weitere Bilder  |

### D
| Lage                                 | Objekt          | Beschreibung | Akten-Nr.       | Bild            |
| ------------------------------------ | --------------- | --- | --------------- | --------------- |
| Destouchesstraße 37 (Standort)       | Mietshaus       | Viergeschossiger Neubarockbau mit Mansardwalmdach, Zwerchhaus und Putzgliederung, um 1900. | D-1-62-000-1262 | weitere Bilder  |
| Destouchesstraße 38/40/42 (Standort) | Mietshausgruppe | Symmetrische viergeschossige Anlage mit Mansardwalmdächern und Putzgliederung, Eckbauten mit Eckerkern, Mittelbau mit übergiebeltem Dachhaus, errichtet in neuklassizistischen Formen, bezeichnet mit dem Jahr 1912. | D-1-62-000-1263 | Mietshausgruppe |
| Destouchesstraße 44 (Standort)       | Mietshaus       | Viergeschossiger klassizistischer Jugendstilbau in Ecklage mit Mansardwalmdach, Erker und Erker-Balkon-Gruppe, 1913–1914.                                                                                            | D-1-62-000-1264 | Mietshaus       |
| Destouchesstraße 46 (Standort)       | Mietshaus       | Viergeschossiger klassizistischer Jugendstilbau mit Mansardwalmdach und Seitenrisalit, um 1910; Remise, mit Mansardwalmdach.                                                                                         | D-1-62-000-1265 | Mietshaus       |
| Destouchesstraße 48 (Standort)       | Mietshaus       | Viergeschossiges Eckgebäude mit Mansardwalmdach, Dreiecks- und Schweifgiebel, 1911 von Franz Xaver Sepp. | D-1-62-000-1266 | Mietshaus       |
| Destouchesstraße 59 (Standort)       | Mietshaus       | Viergeschossiger Mansardwalmdachbau mit Erker, Zwerchgiebel und reicher Putzgliederung, errichtet im Stil des Neubarock, um 1900.                                                                                    | D-1-62-000-1267 | weitere Bilder  |

### E
| Lage                           | Objekt            | Beschreibung | Akten-Nr.       | Bild              |
| ------------------------------ | ----------------- | --- | --------------- | ----------------- |
| Elisabethplatz (Standort)      | Bärenbrunnen      | Steinerner Trinkbrunnen mit Reliefs und vollplastisch balancierendem Bären, von Georg Müller, 1936. | D-1-62-000-1474 | weitere Bilder    |
| Elisabethplatz (Standort)      | Burgfriedensstein | Burgfriedensstein Nummer 9, Steinstele mit Reliefs, 1460, 1728 überarbeitet, 1958 hier aufgestellt. Er wurde 2023 durch ein Fahrzeug schwer beschädigt und wird nun restauriert. | D-1-62-000-1473 | Burgfriedensstein |
| Elisabethplatz 4 (Standort)    | Schule            | Ehemalige Volksschule, dann Berufsschule für das Fahrzeughandwerk. Zweiflügeliger ecklagiger Gruppenbau in historisierenden Formen mit Uhrenturm, geschweiften Zwerchhäusern, reichem Putzdekor und plastisch ausgestalteten Portalen, 1901–1902 von Theodor Fischer; städtebaulich eine Gruppe mit Arcisstraße 65 (Gisela-Gymnasium). | D-1-62-000-1471 | weitere Bilder    |
| Elisabethplatz 4b (Standort)   | Cafe Schöberl     | Neuklassizistischer Pavillon mit Portikus, 1909 von Max Rose. | D-1-62-000-1472 | Cafe Schöberl     |
| Elisabethstraße 3/5 (Standort) | Mietshaus         | Viergeschossige symmetrisch angelegte Jugendstilbauten mit Mansarddach, Erker-Balkon-Gruppen und Dachhäusern bzw. Atelieraufbauten, reicher Fassadendekor, 1907–1908 von Hans Memminger; symmetrische Gruppe von Elisabethstraße 3 und 5.                                                                                              | D-1-62-000-1475 | weitere Bilder    |
| Elisabethstraße 7 (Standort)   | Mietshaus         | Viergeschossiger Jugendstil-Eckbau mit Mansardwalmdach, Erkern und übergiebelten Zwerchhäusern bzw. Atelieraufbauten, reicher Fassadendekor, 1907 von Johann Wacker. | D-1-62-000-1477 | Mietshaus         |
| Elisabethstraße 9 (Standort)   | Mietshaus         | Viergeschossiger Jugendstilbau in Ecklage mit Mansardwalmdach, Erkern, Putz- und Stuckdekor, 1906–1907 von Georg Guinin. | D-1-62-000-1478 | Mietshaus         |
| Elisabethstraße 11 (Standort)  | Mietshaus         | Barockisierender Jugendstil, mit Erker, 1907–1908 von Georg Guinin. | D-1-62-000-1479 | Mietshaus         |
| Elisabethstraße 13 (Standort)  | Mietshaus         | Viergeschossiger barockisierender Jugendstilbau mit Polygonalerker, 1907–1908 von Franz Popp. | D-1-62-000-1480 | Mietshaus         |
| Elisabethstraße 16 (Standort)  | Mietshaus         | Viergeschossiger Jugendstilbau mit Erker-Balkon-Gruppe und Zwerchhaus, reicher Fassadendekor, 1907 von Franz Popp; mit Vorgartenzaun. | D-1-62-000-1481 | weitere Bilder    |
| Elisabethstraße 25 (Standort)  | Mietshaus         | Viergeschossiger Walmdachbau in Ecklage, mit Erkern, Balkonen und Dachhäusern, errichtet in Formen des Jugendstils mit reichem Fassadendekor, 1907 von Franz Popp. | D-1-62-000-1482 | weitere Bilder    |
| Elisabethstraße 29 (Standort)  | Mietshaus         | Viergeschossiger Jugendstilbau in Ecklage, mit Risaliten, Erkern und Balkonen, Eckausbildung mit Loggia und Attika, 1909–1910 von Franz Popp; mit Einfriedung. | D-1-62-000-1483 | Mietshaus         |
| Elisabethstraße 30 (Standort)  | Mietshaus         | Fünfgeschossiger Eckbau mit Walmdach mit Erker-Balkon-Gruppen, errichtet in Formen des barockisierenden Jugendstils mit reichem Fassadendekor, bezeichnet mit dem Jahr 1910, von Jakob Wacker. | D-1-62-000-1484 | Mietshaus         |
| Elisabethstraße 34 (Standort)  | Mietshaus         | Viergeschossiger Walmdachbau in Ecklage mit Zwerchgiebel, Erkern und Balkonen, turmartig erhöhte Eckausbildung, errichtet in Formen des Jugendstils mit reichem Fassadendekor, 1907 von Jakob Bender; Gruppe mit Elisabethstraße 36 und 38.                                                                                            | D-1-62-000-1485 | weitere Bilder    |
| Elisabethstraße 36 (Standort)  | Mietshaus         | Viergeschossiger Jugendstilbau mit Schweifgiebel und Erker, 1907 von Jakob Bender; Gruppe mit Elisabethstraße 34 und 38. | D-1-62-000-1486 | Mietshaus         |
| Elisabethstraße 38 (Standort)  | Mietshaus         | Viergeschossiger Walmdachbau in Ecklage mit Zwerchgiebel, Erkern und Balkonen, errichtet in Formen des Jugendstils, 1907 von Jakob Bender; Fassade erneuert; Gruppe mit Elisabethstraße 34 und 36. | D-1-62-000-1487 | weitere Bilder    |
| Elisabethstraße 44 (Standort)  | Mietshaus         | Viergeschossiger Jugendstil-Eckbau mit breitem Dachhaus und Fassadendekor, Westfassade mit zwischen Giebelbauten eingespannten Loggien, 1908 von Heinrich Stengel und Paul Hofer. | D-1-62-000-1488 | weitere Bilder    |
| Elisabethstraße 68 (Standort)  | Wohnanlage        | Barockisierende Anlage, bestehend aus drei dreigeschossigen Walmdachbauten mit Putzgliederung, diese durch Torbögen miteinander verbunden, bezeichnet mit dem Jahr 1926; siehe Winzererstraße 35. | D-1-62-000-1489 | Wohnanlage        |
| Elisabethstraße 79 (Standort)  | Offizierskasino   | Ehemaliges Offizierskasino des 3. Pionierbataillons der Pionierkaserne I, villenartiger barockisierender Bau mit Putzgliederung, 1907/1908 von Georg Besold. | D-1-62-000-1490 | Offizierskasino   |

### F
| Lage                              | Objekt                  | Beschreibung | Akten-Nr.       | Bild           |
| --------------------------------- | ----------------------- | --- | --------------- | -------------- |
| Franz-Joseph-Straße 26 (Standort) | Wohn- und Geschäftshaus | zweiflügliger, sieben- bzw. achtgeschossiger Stahlbetonbau in Schottenbauweise mit Flachsatteldach mit größtenteils raumhohen Fensterelementen und vorgesetzten Balkonen oder Loggien, hofseitigen durchgehenden Laubengängen; im Hofraum Waschhaus über Garagen; von Sep Ruf, 1951–54. | D-1-62-000-8468 | weitere Bilder |
| Franz-Joseph-Straße 38 (Standort) | Mietshaus               | Viergeschossiger reich gegliederter Eckbau in Jugendstilformen mit Erkern, Balkons, Zwerchgiebeln und teils figürlichem Stuckdekor, 1903 von Max Langheinrich. Teilweise später aufgestockt; mit Einfriedung, wohl bauzeitlich.                                                         | D-1-62-000-1780 | weitere Bilder |
| Franz-Joseph-Straße 40 (Standort) | Mietshaus               | Viergeschossiger Neurenaissancebau in Ecklage mit Erkerturm, Kastenerkern, Zwerchhäusern und Putzgliederung, 1898 von Rosa Barbist. | D-1-62-000-1781 | weitere Bilder |
| Franz-Joseph-Straße 42 (Standort) | Mietshaus               | Viergeschossiger neubarocker Satteldachbau mit durch Erker und geschweiftem Zwerchgiebel betonter Mittelachse, Putzgliederung und Stuckdekor mit Jugendstilelementen, um 1900. 1900–1906 Wohnhaus von Frank Wedekind.                                                                   | D-1-62-000-1782 | weitere Bilder |
| Franz-Joseph-Straße 44 (Standort) | Mietshaus               | Viergeschossiger Mansarddachbau in Formen der deutschen Renaissance mit Doppelerkerfassade und polychromem Maßwerkdekor, um 1900. | D-1-62-000-1783 | weitere Bilder |
| Franz-Joseph-Straße 48 (Standort) | Mietshaus               | Viergeschossiger neubarocker Mansardwalmdachbau mit Erkertürmen, geschweiftem Zwerchgiebel und Putzgliederung, um 1900, vereinfacht. | D-1-62-000-1784 | weitere Bilder |
| Friedrichstraße 3 (Standort)      | Mietshaus               | Viergeschossiger Jugendstil-Eckbau mit Erkern, Balkons, Zwerchgiebeln sowie reicher Putz- und Stuckornamentik, bezeichnet mit dem Jahr 1904, von Hans Thaler. | D-1-62-000-1906 | weitere Bilder |
| Friedrichstraße 17 (Standort)     | Mietshaus               | Viergeschossiger freistehender Walmdachbau mit Eckerkern und Fensterrahmungen in Neurenaissanceformen, Ende 19. Jahrhundert. Einfriedung, Pfeilerzaun, wohl bauzeitlich. | D-1-62-000-1909 | Mietshaus      |
| Friedrichstraße 25 (Standort)     | Mietshaus               | Viergeschossiger Walmdachbau in barockisierenden Jugendstilformen mit durch Zwerchhaus akzentuierten Vorbau, Balkons und Stuckdekor, von Georg Persch, 1904/1905. | D-1-62-000-1912 | weitere Bilder |
| Friedrichstraße 29 (Standort)     | Mietshaus               | Fünfgeschossiger neubarocker Mansarddachbau mit Mittelrisalit, polygonalen zwiebelbekrönten Eckerkern und Stuckdekor, um 1900. | D-1-62-000-1914 | weitere Bilder |
| Friedrichstraße 33 (Standort)     | Mietshaus               | Viergeschossiger neubarocker Eckbau mit Erkern, Zwerchgiebeln, Putzgliederung und Stuckdekor, um 1890/1900; Einfriedung, wohl bauzeitlich. Gegenstück zu Friedrichstraße 36. | D-1-62-000-1917 | Mietshaus      |

### G
| Lage                         | Objekt                  | Beschreibung | Akten-Nr.       | Bild           |
| ---------------------------- | ----------------------- | --- | --------------- | -------------- |
| Gentzstraße 5 (Standort)     | Mietshaus               | Viergeschossiger Mansarddachbau mit breitem Dachhaus, zwei Segmentbogenerkern und Putzgliederung, errichtet in Formen des späten Jugendstils, Anfang 20. Jahrhundert.                                                                                           | D-1-62-000-2076 | Mietshaus      |
| Georgenstraße 30 (Standort)  | Villa                   | Ehemaliges Rückgebäude, zweigeschossiger malerischer Bau im englischen Landhausstil mit Fachwerk, 1897–1898 von Martin Dülfer. | D-1-62-000-2097 | weitere Bilder |
| Georgenstraße 46 (Standort)  | Wohn- und Geschäftshaus | Viergeschossiges Jugendstil-Eckhaus mit Walmdach, asymmetrisch angeordneten Erkern, Balkonen und Laubwerkstuck, von Alois Lechleitner, 1906/1907. Nach Kriegsschäden Wiederaufbau nach den Planungen von Ferdinand Szauer, 1946.                                | D-1-62-000-2098 | weitere Bilder |
| Georgenstraße 48 (Standort)  | Mietshaus               | Viergeschossiger Neurenaissance-Eckbau, von Mathias Krenn sen., 1888–1890, Fassade später geglättet. | D-1-62-000-2099 | Mietshaus      |
| Georgenstraße 82 (Standort)  | Mietshaus               | Viergeschossiger Bau mit Erker, Balkonen und Putzbändern, von Georg Guinin, 1911/1912. Nach Kriegsschaden vereinfachter Wiederaufbau des Dachgeschosses. | D-1-62-000-2106 | Mietshaus      |
| Georgenstraße 86 (Standort)  | Mietshaus               | Viergeschossiger Bau mit rückwärtigem Mittelflügel, Fassade mit schlichter Jugendstildekoration und Breiterker, von G. Kraemer, 1913–1915. | D-1-62-000-2107 | Mietshaus      |
| Georgenstraße 98 (Standort)  | Mietshaus               | Viergeschossiger Bau mit Erker und reichem Stuckdekor, errichtet in den Formen des barockisierenden Jugendstils, von Konrad Böhm, 1906/07. | D-1-62-000-2109 | weitere Bilder |
| Georgenstraße 110 (Standort) | Mietshaus               | Viergeschossiger Bau mit Erker, Loggia und Zwerchhaus, errichtet in den Formen des barockisierenden Jugendstils, von Georg Guinin, 1905/1906. Nach Kriegsschäden teilerneuert und hofseitig Geschosserhöhung; bildet mit Georgenstraße 112 und 114 eine Gruppe. | D-1-62-000-2111 | weitere Bilder |
| Georgenstraße 112 (Standort) | Mietshaus               | Viergeschossiger Bau mit Putzdekor, errichtet in den Formen des barockisierenden Jugendstils, von Georg Guinin, 1905/1906; Gruppe mit Georgenstraße 110 und 114.                                                                                                | D-1-62-000-2112 | weitere Bilder |
| Georgenstraße 114 (Standort) | Mietshaus               | Viergeschossiger Bau mit Erker und Putzdekor, errichtet in den Formen des barockisierenden Jugendstils, von Georg Guinin, 1907/1908; Gruppe mit Georgenstraße 110 und 112.                                                                                      | D-1-62-000-2113 | weitere Bilder |
| Georgenstraße 118 (Standort) | Mietshaus               | Viergeschossiger Jugendstilbau mit Erkern, Eckturm mit zweifach gebrochenem Zeltdach, von Konrad Böhm, 1907/1908; Gruppe mit Georgenstraße 120 und Hiltenspergerstraße 17.                                                                                      | D-1-62-000-2115 | weitere Bilder |
| Georgenstraße 120 (Standort) | Mietshaus               | Viergeschossiger Bau mit Zwerchhaus und Erker-Balkon-Gruppe, ehemals. in Formen des Jugendstils errichtet, von Konrad Böhm, 1907/1908. In den Jahren 1952 und 1986 zum Teil vereinfacht; Gruppe mit Georgenstraße 118.                                          | D-1-62-000-2117 | Mietshaus      |
| Georgenstraße 126 (Standort) | Mietshaus               | Viergeschossiger Jugendstilbau, mit von zwei Erkern getragenem Längsbalkon, von Otho Orlando Kurz und Eduard Herbert, 1909. Nach Kriegsschäden Wiederherstellung durch Franz Ruf 1946.                                                                          | D-1-62-000-2119 | weitere Bilder |
| Georgenstraße 130 (Standort) | Mietshaus               | Viergeschossiger Neurenaissance-Eckbau mit über Eck gestellten Zwerchhäusern, von Michael Reinhart, 1903/1904; mit Einfriedung, zeitgleich. | D-1-62-000-2120 | Mietshaus      |
| Georgenstraße 142 (Standort) | Mietshaus               | Viergeschossiger Bau mit mittig angesetzten schmalen Rückflügel, Jugendstilfassade mit Stuckdekor, zwei asymmetrisch angebrachten Erkern und Zwerchhäusern. Von Eduard Miller, bezeichnet mit dem Jahr 1902, Fassade von Carl Raweg 1903.                       | D-1-62-000-2121 | weitere Bilder |

### H
| Lage                                                | Objekt                                                  | Beschreibung | Akten-Nr.        | Bild                                                    |
| --------------------------------------------------- | ------------------------------------------------------- | --- | ---------------- | ------------------------------------------------------- |
| Habsburgerstraße 1 (Standort)                       | Mietshaus                                               | Viergeschossiger reich gegliederter Neurenaissance-Eckbau mit Stand-, Kasten- sowie Runderker und Stuckdekor und Vorgarten-Gitter, 1898–1899 von Martin Wintergerst. | D-1-62-000-2345  | weitere Bilder                                          |
| Habsburgerstraße 2 (Standort)                       | Mietshaus                                               | Viergeschossiger Mansardwalmdachbau in klassizistischen Jugendstilformen mit Einfahrtsaltane, Erkern und Zwischengesimsen, um 1911 von Max Neumann. | D-1-62-000-2346  | Mietshaus                                               |
| Habsburgerstraße 3 (Standort)                       | Mietshaus                                               | Viergeschossiger historisierender Eckbau mit Erkern, turmartig erhöhtem Runderker, Balkons und Putzgliederung, um 1899, Fassade vereinfacht; mit Einfriedung, wohl bauzeitlich. | D-1-62-000-2347  | weitere Bilder                                          |
| Habsburgerstraße 7 (Standort)                       | Mietshaus                                               | Viergeschossiger neuklassizistischer Walmdachbau mit Kolossalpilastern, Flacherkern und nördlicher Einfahrtsaltane, 1911 von Max Neumann; mit Einfriedung, wohl bauzeitlich. | D-1-62-000-2348  | Mietshaus                                               |
| Herzogstraße 57 (Standort)                          | Mietshaus                                               | Viergeschossiger Jugendstilbau mit Erker-Balkongruppe, Zwerchgiebel bzw. Atelieraufbau und Fassadendekor, 1907 von Paul Breitsameter und Anton Wörz. | D-1-62-000-2579  | Mietshaus                                               |
| Herzogstraße 58 (Standort)                          | Mietshaus                                               | Viergeschossige Mansardwalmdachbauten mit breiten Dachhäusern, Balkonen und reich gestalteter Fassadengliederung, Eckbau mit rundem Bodenerker, errichtet in Formen des späten Jugendstils, 1911 von Heinrich Stengel und Paul Hofer; Gruppe mit Herzogstraße 60.                                                   | D-1-62-000-2580  | Mietshaus                                               |
| Herzogstraße 59 (Standort)                          | Mietshaus                                               | Viergeschossiger Mansardwalmdachbau mit Zwerchgiebel und Balkonen, errichtet in den Formen des späten Jugendstils, 1910–1911 von Heinrich Stengel und Paul Hofer. | D-1-62-000-2581  | Mietshaus                                               |
| Herzogstraße 60 (Standort)                          | Mietshaus                                               | Viergeschossige Mansardwalmdachbauten mit breiten Dachhäusern, Balkonen und reich gestalteter Fassadengliederung, Eckbau mit rundem Bodenerker, errichtet in Formen des späten Jugendstils, 1911 von Heinrich Stengel und Paul Hofer; Gruppe mit Herzogstraße 58.                                                   | D-1-62-000-2580  | Mietshaus                                               |
| Herzogstraße 61 (Standort)                          | Mietshaus                                               | Viergeschossiger Walmdachbau mit breitem Dachhaus, Flacherker und Fassadenstuck, errichtet in den Formen des Jugendstils, 1912 von Berthold Neubauer. Mit Toreinfahrt, wohl gleichzeitig. | D-1-62-000-2583  | Mietshaus                                               |
| Herzogstraße 62 (Standort)                          | Mietshaus                                               | Viergeschossige Mansardwalmdachbauten mit hohen Erkergiebeln und Stuckdekor, errichtet in den Formen des späten Jugendstils, 1911 von Max Deschl; Gruppe mit Herzogstraße 64. | D-1-62-000-2584  | weitere Bilder                                          |
| Herzogstraße 63 (Standort)                          | Mietshaus                                               | Viergeschossige Jugendstilbauten mit Erker-Balkongruppen, seitlichen Bodenerkern und Zwerchgiebeln, reich dekorierte Fassade, 1907–1908 von Paul Breitsameter; Gruppe mit Herzogstraße 65. Mit Toreinfahrt, wohl gleichzeitig.                                                                                      | D-1-62-000-2585  | Mietshaus                                               |
| Herzogstraße 64 (Standort)                          | Mietshaus                                               | Viergeschossige Mansardwalmdachbauten mit hohen Erkergiebeln und Stuckdekor, errichtet in den Formen des späten Jugendstils, 1911 von Max Deschl; Gruppe mit Herzogstraße 62. | D-1-62-000-2584  | weitere Bilder                                          |
| Herzogstraße 65 (Standort)                          | Mietshaus                                               | Viergeschossige Jugendstilbauten mit Erker-Balkongruppen, seitlichen Bodenerkern und Zwerchgiebeln, reich dekorierte Fassade, 1907–1908 von Paul Breitsameter; Gruppe mit Herzogstraße 63. Mit Toreinfahrt, wohl gleichzeitig.                                                                                      | D-1-62-000-2585  | Mietshaus                                               |
| Herzogstraße 66 (Standort)                          | Mietshaus                                               | Viergeschossiger Mansardwalmdachbau mit Erker-Balkongruppe, breitem Dachhaus und Stuckdekor, errichtet in den Formen des Jugendstils, Anfang 20. Jahrhundert. | D-1-62-000-2588  | Mietshaus                                               |
| Herzogstraße 67 (Standort)                          | Mietshaus                                               | Viergeschossiger Mansardwalmdachbau in Ecklage mit stuckierter Fassade, Erkern und erhöhter Eckausbildung mit Kuppel, errichtet im Stil des Neubarock, bezeichnet mit dem Jahr 1902. | D-1-62-000-2589  | Mietshaus                                               |
| Herzogstraße 73 (Standort)                          | Mietshaus                                               | Viergeschossiger Bau mit Flacherker, Zwerchgiebel und Stuckdekor, errichtet im Stil der deutschen Renaissance, bezeichnet mit dem Jahr 1900; mit baulich verbundenem viergeschossigen Rückgebäude, gleichzeitig; Gruppe mit Belgradstraße 19 und 17.                                                                | D-1-62-000-2590  | Mietshaus                                               |
| Herzogstraße 74 (Standort)                          | Mietshaus                                               | Viergeschossiger Mansarddachbau mit Flacherker und Zwerchhaus, errichtet im Stil der deutschen Renaissance, um 1900; Gruppe mit Belgradstraße 21 und 23. | D-1-62-000-2591  | Mietshaus                                               |
| Herzogstraße 76 (Standort)                          | Mietshaus                                               | Viergeschossiger Mansarddachbau mit einfachem Neurenaissancedekor und übergiebeltem Zwerchhaus, um 1900, Fassade erneuert. | D-1-62-000-2592  | Mietshaus                                               |
| Herzogstraße 77 (Standort)                          | Mietshaus                                               | Viergeschossiger Neubarockbau mit Mansardwalmdach und Gauben, um 1900; mit Toreinfahrt, um 1900. | D-1-62-000-2593  | Mietshaus                                               |
| Herzogstraße 78 (Standort)                          | Mietshaus                                               | Viergeschossiger Mansarddachbau mit einfachem Neurenaissancedekor und übergiebeltem Zwerchhaus, um 1900. | D-1-62-000-2594  | Mietshaus                                               |
| Herzogstraße 79 (Standort)                          | Mietshaus                                               | Viergeschossiger Neubarockbau mit Mansarddach und Dachhäusern, um 1900. | D-1-62-000-2595  | Mietshaus                                               |
| Herzogstraße 81 (Standort)                          | Mietshaus                                               | Viergeschossiger Jugendstilbau mit Mansarddach, reichem Stuckdekor und Ritterfigur, um 1900. | D-1-62-000-2596  | weitere Bilder                                          |
| Herzogstraße 82 (Standort)                          | Mietshaus                                               | Viergeschossiger Mansardwalmdachbau mit seitlichem Giebelrisalit, errichtet in den Formen des barockisierenden Jugendstils, um 1900; Gruppe mit Apianstraße 7. | D-1-62-000-2597  | Mietshaus                                               |
| Herzogstraße 83 (Standort)                          | Mietshaus                                               | Viergeschossiger Jugendstilbau mit Erker-Balkon-Gruppe und breitem Dachhaus, bezeichnet mit dem Jahr 1909. | D-1-62-000-2598  | Mietshaus                                               |
| Herzogstraße 84 (Standort)                          | Mietshaus                                               | Viergeschossiger Eckbau mit Walmdach und schlichtem Neurenaissance-Dekor, um 1900. | D-1-62-000-2599  | Mietshaus                                               |
| Herzogstraße 85 (Standort)                          | Mietshaus                                               | Viergeschossiger Neurenaissancebau, um 1900. | D-1-62-000-2600  | Mietshaus                                               |
| Herzogstraße 86 (Standort)                          | Mietshaus                                               | Viergeschossiger Bau mit gotisierendem Fassadendekor, um 1900; Herzogstraße 88 gleichartig. | D-1-62-000-2601  | Mietshaus                                               |
| Herzogstraße 87 (Standort)                          | Mietshaus                                               | Viergeschossiger Neurenaissancebau mit Walmdach, um 1900; mit Rückgebäude, eingeschossiger Mansarddachbau mit Dachhaus, um 1900. | D-1-62-000-2602  | Mietshaus                                               |
| Herzogstraße 88 (Standort)                          | Mietshaus                                               | Viergeschossiger Bau mit gotisierendem Fassadendekor, um 1900; Herzogstraße 86 gleichartig. | D-1-62-000-2603  | Mietshaus                                               |
| Herzogstraße 89 (Standort)                          | Mietshaus                                               | Viergeschossiger abgewalmter Neurenaissancebau mit Schweifgiebel und Stuckdekor, 1899 von Rosa Barbist. Mit Rückgebäude, zweigeschossiger Bau mit Putzgliederung und leicht schwingender Giebelfront, um 1900. | D-1-62-000-2604  | weitere Bilder                                          |
| Herzogstraße 90 (Standort)                          | Mietshaus                                               | Viergeschossiger Walmdachbau in Ecklage mit Flacherkern und Zwerchgiebeln, im Kern Neurenaissance, um 1900, Fassade erneuert. | D-1-62-000-2605  | Mietshaus                                               |
| Herzogstraße 93 (Standort)                          | Mietshaus                                               | Viergeschossiger Eckbau mit Walmdach, Schweifgiebel und neubarocker Putzgliederung, um 1900. | D-1-62-000-2606  | Mietshaus                                               |
| Herzogstraße 95 (Standort)                          | Mietshaus                                               | Viergeschossiger Jugendstil-Eckbau mit Mansardwalmdach, Flacherkern und Schweifgiebeln, 1911–1912 von Max Deschl. | D-1-62-000-2607  | Mietshaus                                               |
| Nähe Heßstraße (Standort)                           | Einmannbunker                                           | zylinderförmiges Fertigteilelement aus Stahlbeton mit segmentbogiger Türöffnung und Deckel, von Firma Leonhard Moll, um 1940 | D-1-62-000-11057 | Einmannbunker                                           |
| Heßstraße 130 (Standort)                            | Barackenkasernement Oberwiesenfeld                      | Teil des ehemaligen Barackenkasernements, neuklassizistischer Monumentalbau, um 1913; Pendant zu Infanteriestraße 7a. ehemals unter der Nummer D-1-62-000-2634 separat aufgeführt | D-1-62-000-2636  | Barackenkasernement Oberwiesenfeld                      |
| Heßstraße 132 (vormals 132b) (Standort)             | Reithalle                                               | Teil des ehemaligen Barackenkasernements Oberwiesenfeld, Reithalle mit offenem Dachstuhl, außen romanisierend, Ende 19. Jahrhundert. | D-1-62-000-2636  | Reithalle                                               |
| Heßstraße 136 (Standort)                            | Barackenkasernement Oberwiesenfeld                      | Teil des ehemaligen Barackenkasernements, jetzt Autobahnamt/Straßenmeisterschule, Neurenaissance-Rohbacksteinbau, mit Mittelrisalit und Hausteingliederungen, Ende 19. Jahrhundert. | D-1-62-000-2637  | Barackenkasernement Oberwiesenfeld                      |
| Hiltenspergerstraße 17 (Standort)                   | Mietshaus                                               | Viergeschossiger Jugendstilbau mit Mansarddach und asymmetrischer Fassadengliederung, mit seitlichem Halbwalmgiebel, Erker und Loggien, 1907 von Berthold Neubauer; Gruppe mit Georgenstraße 118. | D-1-62-000-2648  | Mietshaus                                               |
| Hiltenspergerstraße 36 (Standort)                   | Mietshaus                                               | Viergeschossiger Mansardwalmdachbau in Jugendstilformen, mit Erkern, Loggien und breitem Dachhaus, Südwest-Ecke als Runderker mit Dachaufbau ausgebildet, 1911 von Eduard Rottmann. | D-1-62-000-2649  | Mietshaus                                               |
| Hiltenspergerstraße / Hohenzollernstraße (Standort) | Brunnen                                                 | Brunnen mit Bronzefigur eines Mädchens mit Robbe auf der Schulter, 1930 von Ferdinand Liebermann. | D-1-62-000-2650  | Brunnen                                                 |
| Hiltenspergerstraße 72 (Standort)                   | Ehemalige Volksschule am Bayernplatz, jetzt Grundschule | viergeschossiger Hauptbau und zweigeschossiger Nebentrakt, jeweils mit Satteldach, gerasterte Fassade mit großen Fensteröffnungen nach Süden, vom Städtischen Hochbauamt, 1951 | D-1-62-000-9826  | Ehemalige Volksschule am Bayernplatz, jetzt Grundschule |
| Hiltenspergerstraße 99/101/103/105/107 (Standort)   | Wohnanlage                                              | Teil einer Wohnanlage, viergeschossiger Eckbau mit Pultdach und Fresken, errichtet im Stil der Neuen Sachlichkeit von Eduard Herbert und Otho Orlando Kurz; siehe Schleißheimer Straße 200/202/204/206/208/210 und Böttingerstraße 1–13.                                                                            | D-1-62-000-2652  | Wohnanlage                                              |
| Hiltenspergerstraße 115 (Standort)                  | Pfarrhaus                                               | Katholisches Pfarrhaus von St. Sebastian. In der Art der Neuen Sachlichkeit, 1928–1929 von Eduard Herbert und Otho Orlando Kurz; vgl. Schleißheimer Straße 212 (St. Sebastian). | D-1-62-000-6212  | Pfarrhaus                                               |
| Hohenstaufenstraße 1 (Standort)                     | Mietshaus                                               | Viergeschossiger putzgegliederter Jugendstil-Eckbau mit Mansardwalmdach, Eingangsrisalit, Erkern, Balkons und Stuckdekor, Anfang 20. Jahrhundert. | D-1-62-000-2756  | weitere Bilder                                          |
| Hohenstaufenstraße 7 (Standort)                     | Mietshaus                                               | Viergeschossiger putzgegliederter Mansarddachbau in Jugendstilformen mit Doppelerkerfassade und Dachhaus, 1912 von Max Rose; Fassade vereinfacht. | D-1-62-000-2757  | Mietshaus                                               |
| Hohenstaufenstraße 11 (Standort)                    | Villa                                                   | Zweigeschossiger putzgegliederter Mansardwalmdachbau in klassizisierenden Jugendstilformen mit flachen Erkern und Balkon, von Paul Liebergesell und Feodor Lehmann, um 1908. | D-1-62-000-2758  | weitere Bilder                                          |
| Hohenzollernstraße 31 (Standort)                    | Mietshaus                                               | Viergeschossiger Jugendstilbau mit Atelieraufbau über seitlichem Erker, Dachhaus und Putzdekor, 1909 von Ludwig C. Lutz; Gruppe mit Hohenzollernstraße 31a und 33. Rückgebäude, viergeschossiger Mansarddachbau mit Putzdekor, wohl bauzeitlich.                                                                    | D-1-62-000-2764  | Mietshaus                                               |
| Hohenzollernstraße 31a (Standort)                   | Mietshaus                                               | Fünfgeschossiger reduzierter Jugendstilbau mit Doppelerkerfassade, seitlichen Atelieraufbauten, erhöhter Mittelachse und Putzdekor, um 1909 von Ludwig C. Lutz; Gruppe mit Hohenzollernstraße 31 und 33. Rückgebäude, viergeschossiges Mietshaus mit Mezzanin und Putzdekor, wohl bauzeitig und später aufgestockt. | D-1-62-000-2765  | Mietshaus                                               |
| Hohenzollernstraße 33 (Standort)                    | Mietshaus                                               | Viergeschossiger Mansarddachbau in Jugendstilformen mit Atelieraufbau über seitlichem Erker und Putzdekor, 1909 von Ludwig C. Lutz; Gruppe mit Hohenzollernstraße 31 und 31a. | D-1-62-000-2766  | Mietshaus                                               |
| Hohenzollernstraße 35 (Standort)                    | Mietshaus                                               | Fünfgeschossiger Jugendstilbau mit Doppelerkerfassade und Putzdekor, 1912 von Josef Heldmann, wohl später aufgestockt. | D-1-62-000-2767  | weitere Bilder                                          |
| Hohenzollernstraße 43 (Standort)                    | Mietshaus                                               | Viergeschossiger Mansarddachbau mit Stuckdekor in deutschen Renaissanceformen und Ateliergiebel, um 1900. | D-1-62-000-2771  | weitere Bilder                                          |
| Hohenzollernstraße 54 (Standort)                    | Mietshaus                                               | Fünfgeschossiger Satteldachbau in Jugendstilformen mit Doppelerkerfassade, 1911 von Eugen Dreisch. | D-1-62-000-2772  | Mietshaus                                               |
| Hohenzollernstraße 58 (Standort)                    | Mietshaus                                               | Fünfgeschossiger Satteldachbau in deutschen Renaissanceformen mit Kastenerker und Putzgliederung an der obergeschossigen Blankziegelverkleidung, Ende 19. Jahrhundert. | D-1-62-000-2773  | Mietshaus                                               |
| Hohenzollernstraße 65 (Standort)                    | Mietshaus                                               | Viergeschossiger in deutschen Renaissanceformen dekorierter Satteldachbau mit durch Erker und Zwerchgiebel betonter Mittelachse, um 1900; Gruppe mit Hohenzollernstraße 67. | D-1-62-000-2774  | Mietshaus                                               |
| Hohenzollernstraße 67 (Standort)                    | Mietshaus                                               | Viergeschossiger Satteldachbau in deutschen Renaissanceformen mit Stuckdekor und Zwerchhaus, um 1900.; Gruppe mit Hohenzollernstraße 65. | D-1-62-000-2775  | weitere Bilder                                          |
| Hohenzollernstraße 81 (Standort)                    | Mietshaus                                               | Viergeschossiger gegliederter Satteldachbau in klassizisierenden Jugendstilformen mit flacher Doppelerkerfassade, Stuckdekor und breitem Dachhaus, um 1909. Gruppe mit Hohenzollernstraße 83. | D-1-62-000-2776  | Mietshaus                                               |
| Hohenzollernstraße 83 (Standort)                    | Mietshaus                                               | Viergeschossiger klassizisierender Jugendstilbau in Ecklage mit Putzgliederung, Flacherkern, Stuckdekor und Zwerchhäusern, bezeichnet mit dem Jahr 1909; Gruppe mit Hohenzollernstraße 81. | D-1-62-000-2777  | Mietshaus                                               |
| Hohenzollernstraße 86 (Standort)                    | Mietshaus                                               | Fünfgeschossiger putzgegliederter Satteldachbau in deutschen Renaissanceformen mit Doppelerkerfassade und geschweiftem Zwerchgiebel, 1898 von Xaver Heininger; mit Belgradstraße 1 monumentaler, den Kurfürstenplatz beherrschender Block.                                                                          | D-1-62-000-2779  | weitere Bilder                                          |
| Hohenzollernstraße 95 (Standort)                    | Mietshaus                                               | Viergeschossiger gegliederter Jugendstilbau mit Doppelerkerfassade und figürlichem Trauffries, Anfang 20. Jahrhundert. | D-1-62-000-2780  | weitere Bilder                                          |
| Hohenzollernstraße 97 (Standort)                    | Mietshaus                                               | Viergeschossiger gegliederter Satteldachbau in klassizisierenden Jugendstilformen mit Balkons und Stuckdekor, 1911–1912 von Eduard Rottmann; Gruppe mit Hohenzollernstraße 99. | D-1-62-000-2781  | weitere Bilder                                          |
| Hohenzollernstraße 99 (Standort)                    | Mietshaus                                               | Viergeschossiger reich gegliederter Satteldachbau in Jugendstilformen mit durch Zwerchhäuser betonten Seitenachsen und Dekor, 1911–1912 von Eduard Rottmann; Gruppe mit Hohenzollernstraße 97. | D-1-62-000-2782  | Mietshaus                                               |
| Hohenzollernstraße 102 (Standort)                   | Mietshaus                                               | Viergeschossiger gegliederter Mansarddachbau in barockisierenden Jugendstilformen mit Erker-Balkon-Gruppe und reichem Stuckdekor, 1908 von Franz Popp; Gruppe mit Hohenzollernstraße 104. | D-1-62-000-2783  | Mietshaus                                               |
| Hohenzollernstraße 104 (Standort)                   | Mietshaus                                               | Viergeschossiger gegliederter Mansarddachbau in barockisierenden Jugendstilformen mit mittigem Erker und Zwerchhaus sowie reichem Stuckdekor, 1908 von Franz Popp; Gruppe mit Hohenzollernstraße 102. | D-1-62-000-2784  | weitere Bilder                                          |
| Hohenzollernstraße 106 (Standort)                   | Mietshaus                                               | Viergeschossiger putzgegliederter Mansarddachbau in Jugendstilformen mit Balkons und vorkragendem oberzonigen Satteldach-Querbau, Anfang 20. Jahrhundert. | D-1-62-000-2785  | weitere Bilder                                          |
| Hohenzollernstraße 107 (Standort)                   | Mietshaus                                               | Viergeschossiger historisierender Mansarddachbau mit Putzgliederung und durch Erker sowie Zwerhaus betonter Eingangsachse, um 1900. | D-1-62-000-2786  | weitere Bilder                                          |
| Hohenzollernstraße 108 (Standort)                   | Mietshaus                                               | Viergeschossiger Jugendstil-Mansarddachbau mit Balkon-Erker-Gruppe und Stuckdekor, 1908–1909 von Paul Puschner. | D-1-62-000-2787  | Mietshaus                                               |
| Hohenzollernstraße 110 (Standort)                   | Mietshaus                                               | Fünfgeschossiger Mansarddachbau in Jugendstilformen mit zwischen zwei Erkern eingespannten Längsbalkonen und Stuckdekor, 1909 von Anton Wörz. | D-1-62-000-2788  | Mietshaus                                               |
| Hohenzollernstraße 114 (Standort)                   | Mietshaus                                               | Viergeschossiger putzgegliederter Jugendstil-Mansarddachbau mit zwischen zwei Erkern eingespannten Längsbalkonen und abgewalmtem Zwerchhaus, von Konrad Böhm, 1909. | D-1-62-000-2789  | Mietshaus                                               |
| Hohenzollernstraße 116 (Standort)                   | Mietshaus                                               | Viergeschossiger putzgegliederter Jugendstil-Mansarddachbau mit Balkon-Erker-Gruppe und abgewalmten Zwerchhaus, von Gustav Buschor, 1909. | D-1-62-000-2790  | Mietshaus                                               |
| Hohenzollernstraße 122 (Standort)                   | Mietshaus                                               | Viergeschossiger Jugendstil-Mansarddachbau mit flacher Doppelerkerfassade, Balkons, Zwerchhaus und Putzdekor, von Heinrich Stengel und Paul Hofer, 1909. | D-1-62-000-2791  | weitere Bilder                                          |
| Hohenzollernstraße 140 (Standort)                   | Hermann-Frieb-Realschule                                | Viergeschossiger dreiflügeliger Gruppenbau in deutschen Renaissanceformen mit geschweiften Giebel, reicher Gliederung und Dekor, von Robert Rehlen, bezeichnet mit dem Jahr 1905/1906. | D-1-62-000-2792  | weitere Bilder                                          |
| Horscheltstraße 4 (Standort)                        | Mietshaus                                               | Jugendstil, mit zwischen Erkern eingespannten Balkonen, Anfang 20. Jahrhundert. | D-1-62-000-2837  | Mietshaus                                               |

### I
| Lage                            | Objekt                             | Beschreibung | Akten-Nr.       | Bild                               |
| ------------------------------- | ---------------------------------- | --- | --------------- | ---------------------------------- |
| Infanteriestraße 7a (Standort)  | Barackenkasernement Oberwiesenfeld | Teil des ehemaligen Barackenkasernements, neuklassizistischer viergeschossiger Monumentalbau mit Walmdach, Putzrustika, Seiten- und Mittelrisalit, um 1913; Pendant zu Heßstraße 130a. ehemals unter der Nummer D-1-62-000-2899 separat aufgeführt | D-1-62-000-2636 | Barackenkasernement Oberwiesenfeld |
| Infanteriestraße 11a (Standort) | Bekleidungsamt                     | Ehemaliges Bekleidungsamt des I. Armeekorps am Oberwiesenfeld. Großräumiger, um Innenhof angelegter Baukomplex in Sichtziegelbauweise. Im Stil der Industriearchitektur des späten 19. Jahrhunderts als Teil des Barackenkasernements 1896–1898 errichtet, Sanierung 1994–1997. Ehemalige Schneider-Werkstatt, nach Osten erweitert, zwei- bzw. dreigeschossiger langgestreckter Baukörper mit Mezzanin und Ziegelgliederung. Ehemalige Schuhmacher-Werkstatt, um Schlosserei nach Osten erweitert, zwei- bzw. dreigeschossiger langgestreckter Baukörper mit Mezzanin und Ziegelgliederung. Ehemaliges Verheirateten-Wohnhaus, dreigeschossiger Flachwalmdachbau. Ehemaliges Trafohäuschen, eingeschossiger Zeltdachbau mit Treppengiebel. Ehemaliges Lagerhaus, dreigeschossiger langgestreckter Baukörper. Ehemalige Schreinerei, eingeschossiger gegliederter Satteldachbau mit Giebel. | D-1-62-000-7994 | Bekleidungsamt                     |
| Infanteriestraße 13 (Standort)  | Barackenkasernement Oberwiesenfeld | Teil des ehemaligen Barackenkasernements Oberwiesenfeld, zweigeschossiger gegliederter Sichtziegelbau mit Mittelrisalit, errichtet im Stil der Neurenaissance, um 1900. | D-1-62-000-2900 | Barackenkasernement Oberwiesenfeld |
| Infanteriestraße 15 (Standort)  | St. Barbara                        | Katholische Filialkirche St. Barbara. Eingeschossiger historisierender Mansarddachbau mit Schopfwalm, Glockenturm und giebelseitigen Fresken, zu Beginn des Ersten Weltkrieges als Halle für gottesdienstliche Zwecke errichtet, Umbau zur Garnisonskirche von Erich Goebel 1922–1923, bis 1945 Militärkirche. | D-1-62-000-2901 | St. Barbara                        |
| Isabellastraße 17 (Standort)    | Mietshaus                          | Viergeschossiger Eckbau mit Mansardwalmdach, mit Zwerchhausgiebel, Kasten- und Polygonalerker und Balkonen, im späten Jugendstil, um 1905. | D-1-62-000-2961 | Mietshaus                          |
| Isabellastraße 19 (Standort)    | Mietshaus                          | Viergeschossiger Satteldachbau mit flachen Polygonalerkern und Zwerchhäusern, im späten Jugendstil, um 1905. | D-1-62-000-2962 | Mietshaus                          |
| Isabellastraße 20 (Standort)    | Mietshaus                          | Viergeschossiger Satteldachbau mit großem Zwerchhaus, flachen Polygonalerkern, Balkongittern und reicher Putzgliederung, in Formen des späten Jugendstils, um 1909 von Heinrich Stengel und Paul Hofer. | D-1-62-000-2963 | weitere Bilder                     |
| Isabellastraße 22 (Standort)    | Mietshaus                          | Viergeschossiger Satteldachbau mit Polygonalerker, Zwerchhaus mit geschweiftem Giebel, Balkonen und reichem Putzdekor, 1907–1908 von Adolf Wentzel. | D-1-62-000-2964 | weitere Bilder                     |
| Isabellastraße 23 (Standort)    | Mietshaus                          | Viergeschossiger Satteldachbau in Ecklage mit Schweifgiebeln, Flach- und Polygonalerkern, turmartigem Eckaufsatz, Balkonen und reichem Putzdekor, in historisierenden Formen, um 1907 von Heinrich Stengel und Paul Hofer. | D-1-62-000-2965 | Mietshaus                          |
| Isabellastraße 25 (Standort)    | Mietshaus                          | Viergeschossiger Mansardwalmdachbau in Ecklage mit polygonalen Erkern, Walmdachgaube, Balkonen und reichem Stuckdekor, in Formen des Jugendstils, 1907 von Max Langheinrich. | D-1-62-000-2966 | weitere Bilder                     |
| Isabellastraße 27 (Standort)    | Mietshaus                          | Barockisierender Jugendstil, mit Zwerchhaus und abgerundeten Balkonen, um 1907. | D-1-62-000-2967 | Mietshaus                          |
| Isabellastraße 29 (Standort)    | Mietshaus                          | Viergeschossiger Mansarddachbau mit rustiziertem Erdgeschoss, Polygonal- und Kastenerker und reichem Putzdekor, in Formen des Jugendstils, um 1900. | D-1-62-000-2968 | weitere Bilder                     |
| Isabellastraße 30 (Standort)    | Mietshaus                          | Viergeschossiger Mansarddachbau mit Kastenerker, Zwerchhaus mit Schweifgiebel, Balkonen und reichem Putzdekor, in Formen des Jugendstils, um 1905. | D-1-62-000-2969 | weitere Bilder                     |
| Isabellastraße 33 (Standort)    | Mietshaus                          | Viergeschossiger Mansarddachbau mit Walmdachzwerchhaus, Kastenerker, Balkonen und reicher Putzgliederung, in Formen des Jugendstils, um 1905; gestalterische Einheit mit Isabellastraße 35. | D-1-62-000-2970 | weitere Bilder                     |
| Isabellastraße 35 (Standort)    | Mietshaus                          | Viergeschossiger Walmdachbau in Ecklage mit Walmdachgauben, Kasten- und Runderkern, Balkonen und reicher Putzgliederung, in Formen des Jugendstils, erbaut 1909; Gruppe mit Isabellastraße 33. | D-1-62-000-2971 | weitere Bilder                     |
| Isabellastraße 40 (Standort)    | Mietshaus                          | Viergeschossiger Mansardwalmdachbau mit reicher Putzgliederung, in Formen der Neurenaissance, um 1890; Rückgebäude, dreigeschossiger Mansarddachbau, gleichzeitig. | D-1-62-000-2972 | Mietshaus                          |
| Isabellastraße 43/45 (Standort) | Mietshaus                          | Breit gelagerter, viergeschossiger Mansardwalmdachbau mit Zwerchhäusern, Loggien und Putzgliederung, in historisierenden Formen, um 1910; Toreinfahrt, gleichzeitig. | D-1-62-000-2973 | Mietshaus                          |
| Isabellastraße 47 (Standort)    | Mietshaus                          | Viergeschossiger Mansarddachbau mit turmartigem Eckrisaliten, rustiziertem Erdgeschoss und reicher Putzgliederung, in Formen der Neurenaissance, Ende 19. Jahrhundert. | D-1-62-000-2975 | weitere Bilder                     |

### J
| Lage                            | Objekt    | Beschreibung | Akten-Nr.       | Bild      |
| ------------------------------- | --------- | --- | --------------- | --------- |
| Jakob-Klar-Straße 1 (Standort)  | Mietshaus | Viergeschossiger Walmdachbau mit Bodenerkern, übergiebeltem Zwerchhaus und Fassadenstuck, errichtet in den Formen des barockisierenden Jugendstils, Anfang 20. Jahrhundert.                                   | D-1-62-000-3068 | Mietshaus |
| Jakob-Klar-Straße 4 (Standort)  | Mietshaus | Viergeschossiger Jugendstilbau mit Mansardwalmdach, Risalit und Balkonen, Anfang 20. Jahrhundert. Mit Einfriedung, gleichzeitig.                                                                              | D-1-62-000-3069 | Mietshaus |
| Jakob-Klar-Straße 7 (Standort)  | Mietshaus | Viergeschossiger Mansardwalmdachbau in Ecklage mit Kastenerker und von Erkern eingespannten Balkonen, errichtet in Formen des Jugendstils, Anfang 20. Jahrhundert. Mit Einfriedung.                           | D-1-62-000-3070 | Mietshaus |
| Jakob-Klar-Straße 8 (Standort)  | Mietshaus | Viergeschossiger Mansardwalmdachbau in Ecklage mit Erkern, turmartig erhöhter Eckausbildung und Fassadendekor, errichtet in den Formend des Jugendstils, 1908–1909 von Adolf Wentzel.                         | D-1-62-000-3071 | Mietshaus |
| Jakob-Klar-Straße 9 (Standort)  | Mietshaus | Fünfgeschossiger Jugendstilbau mit Balkon-Erker-Gruppe und Fassadendekor, Anfang 20. Jahrhundert, wohl später aufgestockt; mit Einfriedung, gleichzeitig.                                                     | D-1-62-000-3072 | Mietshaus |
| Jakob-Klar-Straße 14 (Standort) | Mietshaus | Viergeschossiger Jugendstilbau in Ecklage, mit Giebelrisalit, Balkons und polygonalem Erker, 1911–1912 von Josef Huber, vereinfacht; mit Einfriedung, gleichzeitig.                                           | D-1-62-000-3073 | Mietshaus |
| James-Loeb-Straße 2 (Standort)  | Villa     | Zweigeschossiger historisierender Walmdachbau mit Altanen, Zwerchhaus und Putzgliederung. 1912–1913 als Direktorwohnung von Richard Schachner für das Schwabinger Krankenhaus errichtet, vgl. Kölner Platz 1. | D-1-62-000-7838 | Villa     |

### K
| Lage | Objekt                                   | Beschreibung | Akten-Nr.        | Bild                                     |
| --- | ---------------------------------------- | --- | ---------------- | ---------------------------------------- |
| Kaiserplatz 10 (Standort)                                                                                         | Mietshaus                                | Zweigeschossiger neubarocker Walmdachbau in Ecklage mit Erkern, Zwerchhaus, Putzgliederung und Stuckdekor, 1902 von Anton Wörz; bildet mit Kaiserplatz 11 und 12 die westliche Begrenzung des Platzes. | D-1-62-000-3167  | Mietshaus                                |
| Kaiserplatz 11 (Standort)                                                                                         | Mietshaus                                | Dreigeschossiger neubarocker Walmdachbau in Ecklage mit Eingangsrisalit, Erker, Zwerchhäusern, Putzgliederung und Stuckdekor, um 1900; bildet mit Kaiserplatz 10 und 12 die westliche Begrenzung des Platzes. | D-1-62-000-3168  | weitere Bilder                           |
| Kaiserplatz 12 (Standort)                                                                                         | Mietshaus                                | Vier- bzw. dreigeschossiger neubarocker Eckbau mit Eingangsrisalit, Balkons, Putzgliederung und Stuckdekor, um 1900; bildet mit Kaiserplatz 10 und 11 die westliche Begrenzung des Platzes. | D-1-62-000-3169  | Mietshaus                                |
| Kaiserstraße 37 (Standort)                                                                                        | Mietshaus                                | Dreigeschossiger Neurenaissance-Eckbau mit polygonalem Eckerkerturm und Stuckgliederung, Ende 19. Jahrhundert; Gegenstück zu Kaiserplatz 35. | D-1-62-000-3192  | weitere Bilder                           |
| Kaiserstraße 38 (Standort)                                                                                        | Mietshaus                                | Viergeschossiger neubarocker Mansardwalmdachbau mit Erker am Mittelrisalit und Putzgliederung, von Anton Wörz, 1902; mit Einfahrtstor, wohl bauzeitlich.; Block mit Kaiserplatz 40. | D-1-62-000-3193  | Mietshaus                                |
| Kaiserstraße 40 (Standort)                                                                                        | Mietshaus                                | Viergeschossiger neubarocker Mansardwalmdachbau mit Erker am übergiebelten Mittelrisalit und Putzgliederung, um 1900; mit Einfahrtstor, wohl bauzeitlich; Block mit Kaiserplatz 38. | D-1-62-000-3194  | weitere Bilder                           |
| Kaiserstraße 46 (Standort)                                                                                        | Mietshaus                                | Viergeschossiger Neurenaissance-Eckbau mit Zeltdach-Eckturm sowie Putz- und Stuckgliederung, 1890–1891; 1900–1901 wohnte hier Wladimir Iljitsch Lenin. | D-1-62-000-3195  | weitere Bilder                           |
| Kaiserstraße 47 (Standort)                                                                                        | Mietshaus                                | Viergeschossiger Mansarddachbau in Neurenaissanceformen mit übergiebeltem Eckrisalit und Stuckgliederung, Ende 19. Jahrhundert. Dreigeschossiges Rückgebäude mit Balkons und angebautem zweigeschossigem Werkstatttrakt, wohl gleichzeitig. | D-1-62-000-3196  | weitere Bilder                           |
| Kaiserstraße 49 (Standort)                                                                                        | Mietshaus                                | Viergeschossiger neubarocker Mansardwalmdachbau mit Mittelerker und reicher Stuckgliederung, um 1890/1900. | D-1-62-000-3197  | weitere Bilder                           |
| Kaiserstraße 52 (Standort)                                                                                        | Mietshaus                                | Viergeschossiger Mansardwalmdachbau in späten Jugendstilformen mit übergiebelter Balkon-Erker-Gruppen, Anfang 20. Jahrhundert. | D-1-62-000-3198  | weitere Bilder                           |
| Kaiserstraße 54 (Standort)                                                                                        | Mietshaus                                | Viergeschossiger barockisierender Jugendstilbau mit Mansardwalmdach, übergiebeltem Mittelrisalit, Putzgliederung und Stuckdekor, Anfang 20. Jahrhundert; mit Einfriedung, wohl bauzeitlich. | D-1-62-000-3199  | weitere Bilder                           |
| Kaiserstraße 56 (Standort)                                                                                        | Mietshaus                                | Viergeschossiger barockisierender Jugendstilbau mit Mansardwalmdach, Risaliten und Stuckgliederung, Anfang 20. Jahrhundert. | D-1-62-000-3200  | weitere Bilder                           |
| Kaiserstraße 57 (Standort)                                                                                        | Mietshaus                                | Viergeschossiger Neurenaissancebau mit Mansardwalmdach, Nischenfigur und Stuckdekor, um 1890/1900; mit Einfahrtstor, wohl gleichzeitig. | D-1-62-000-3201  | weitere Bilder                           |
| Kaiserstraße 59 (Standort)                                                                                        | Mietshaus                                | Viergeschossiger Mansarddachbau in Neurenaissanceformen mit Erker, geschweiftem Atelier-Giebel und Stuckdekor, bezeichnet mit dem Jahr 1899. | D-1-62-000-3202  | Mietshaus                                |
| Kaiserstraße 61 (Standort)                                                                                        | Mietshaus                                | Viergeschossiger Neurenaissancebau mit geschweiftem Zwerchgiebel und Stuckgliederung, 1899–1900 von Georg Müller. | D-1-62-000-3203  | weitere Bilder                           |
| Kaiserstraße 63 (Standort)                                                                                        | Mietshaus                                | Viergeschossiger reich gegliederter Mansardwalmdachbau in neubarocken Formen mit Zwerchgiebel, um 1900. | D-1-62-000-3204  | weitere Bilder                           |
| Kaiserstraße 71 (Standort)                                                                                        | Mietshaus                                | Viergeschossiger neubarocker Eckbau mit turmartig erhöhtem Eckrisalit, Erkern und reicher Stuckfassade, 1899–1900 von Anton Wörz. | D-1-62-000-3205  | weitere Bilder                           |
| Karl-Theodor-Straße 92 (Standort)                                                                                 | Brunnenanlage                            | aufragende, filigrane Kupferplastik in einem flachen Rundbecken, von Pflastersteinen und 71 umliegenden Nagelfluh-Würfeln umfasst, von Georg Brenninger, 1961 | D-1-62-000-10037 | Brunnenanlage                            |
| Karl-Theodor-Straße 102/104/106 (Standort)                                                                        | Südfront einer vierflügeligen Wohnanlage | Neue Sachlichkeit, um 1930 von Eduard Herbert und Otho Orlando Kurz; reiche Bauplastik; siehe Schleißheimer Straße 214/216/218, vgl. Schleißheimer Straße 212. | D-1-62-000-3273  | Südfront einer vierflügeligen Wohnanlage |
| Kölner Platz 1; Isoldenstraße 9/15/19; Mildred-Scheel-Bogen 15; James-Loeb-Straße 2; Parzivalstraße 16 (Standort) | Schwabinger Krankenhaus                  | Weitläufiger Komplex im sogenannten Korridorsystem in Formen des reduzierten Historismus mit zahlreichen Nebengebäuden. Von Richard Schachner, 1904–1913 und 1926–1928. Hauptgebäude, dreigeschossiger repräsentativer Walmdachriegel mit Mittelrisalit, altanenartigem Arkadenvorbau und Mosaiken, von Richard Schachner, 1906/1907. Krankenhauskapellen, evangelisch-lutherische und katholische Heilig-Kreuz-Kapelle mit Turm. Ehemalige Schwesternhäuser, dreigeschossiger Walmdachtrakt östlich eines kreuzgangähnlichen Hofes. Verwaltungs- und Apothekengebäude, dreigeschossiger hakenförmiger Walmdachbau. Krankenhausbauten, Mittelbau mit beidseitig durch Gänge verbundene, um kleine Gartenhöfe gruppierte Seitenflügeln und Nebengebäude. Desinfektions- und Waschhaus, Gruppenbau mit Walmdächern. Kessel- und Maschinenhaus, zweigeschossiger Walmdachbau mit südseitigem Flachdachanbau. Pathologiegebäude, dreigeschossiger Walmdachbau mit Treppenhausturm. Pförtnerhaus, erdgeschossiger Walmdachbau mit polygonalem Eckerker. Einfriedung, mit zahlreichen Pavillons besetzte Ringmauer. Profanskulputur, Ziersäulen mit von Bronzeschlangen umwundenen Kelchen. Brunnenhaus, mit Schweifgiebel, von Maximilian Schachner, 1911. Kinderkrankenhaus, viergeschossiger Walmdachbau mit Eckrisaliten und Erkern, von Richard Schachner, 1926–1928. Vgl. auch James-Loeb-Straße 2. | D-1-62-000-3533  | weitere Bilder                           |
| Konradstraße 3 (Standort)                                                                                         | Mietshaus                                | Viergeschossiger Neurenaissancebau mit durch Erker und Zwerchhaus akzentuierter Mittelachse, reich gestalteter Dachzone, Putzgliederung und Stuckdekor, um 1900; Block mit dem gleichartigen Haus Konradstraße 5. | D-1-62-000-3581  | weitere Bilder                           |
| Konradstraße 4 (Standort)                                                                                         | Mietshaus                                | Viergeschossiger reich gegliedert und stuckierter Jugendstilbau mit Erker, Balkons und Atelieraufbaut, 1906–1907 von Josef Huber; malerischer Block mit Konradstraße 6. | D-1-62-000-3582  | Mietshaus                                |
| Konradstraße 5 (Standort)                                                                                         | Mietshaus                                | Viergeschossiger Neurenaissancebau mit durch Erker und Zwerchhaus akzentuierter Mittelachse, Putzgliederung und Stuckdekor, 1902 von Georg Guinin; Block mit dem gleichartigen Haus Konradstraße 3. | D-1-62-000-3583  | weitere Bilder                           |
| Konradstraße 6 (Standort)                                                                                         | Mietshaus                                | Viergeschossiger reich gegliederter und stuckierter Jugendstilbau mit Balkon-Erker-Gruppe und Atelieraufbau, 1906–1907 von Josef Huber; mit Einfahrtstor, wohl gleichzeitig. Malerischer Block mit Konradstraße 4. | D-1-62-000-3584  | weitere Bilder                           |
| Konradstraße 7 (Standort)                                                                                         | Mietshaus                                | Viergeschossiger Walmdach-Eckbau in deutschen Renaissanceformen mit Erkerturm und Erker, um 1900, Fassade vereinfacht. | D-1-62-000-3585  | weitere Bilder                           |
| Konradstraße 9 (Standort)                                                                                         | Mietshaus                                | Viergeschossiger putzgegliederter Walmdachbau in deutschen Renaissanceformen mit Stuckdekor am Erker und übergiebeltem Eckrisalit, 1899. | D-1-62-000-3586  | weitere Bilder                           |
| Konradstraße 11 (Standort)                                                                                        | Mietshaus                                | Viergeschossiger putzgegliederter Neurenaissancebau mit durch Erker und Zwerchhaus akzentuierter Mittelachse und stuckierten Fensterrahmungen, um 1900. | D-1-62-000-3587  | weitere Bilder                           |
| Konradstraße 12 (Standort)                                                                                        | Mietshaus                                | Viergeschossiger putzgegliederter Walmdachbau in Jugendstilformen mit Balkon am Risalit, Anfang 20. Jahrhundert; Straßenfront nach Kriegseinwirkung vereinfacht. | D-1-62-000-3588  | Mietshaus                                |
| Konradstraße 14 (Standort)                                                                                        | Mietshaus                                | Viergeschossiger Walmdachbau in Jugendstilformen mit Erkern, Balkons, Eckrisalit und Stuck- bzw. Putzdekor, 1902–1903 von Paul Liebergesell und Feodor Lehmann; zwischen Konradstraße 14 und 16 zwei Jugendstil-Gittertore. | D-1-62-000-3589  | weitere Bilder                           |
| Konradstraße 16 (Standort)                                                                                        | Mietshaus                                | Viergeschossiger putzgegliederter Walmdachbau in Jugendstilformen mit Erkern und Zwerchhäusern, Anfang 20. Jahrhundert, Fassade vereinfacht; mit Einfahrtstor, wohl bauzeitlich. | D-1-62-000-3590  | weitere Bilder                           |
| Kraepelinstraße 2 (Standort)                                                                                      | Max-Planck-Institut für Psychiatrie      | Ehemalige Deutsche Forschungsanstalt für Psychiatrie, Kaiser-Wilhelm-Institut, dann Max-Planck-Institut für Psychiatrie. Fünfgeschossiger Walmdachbau in Formen des reduzierten Historismus mit Mittelrisalit und Seitenrisaliten, 1927/1928 von Carl Sattler. | D-1-62-000-3595  | Max-Planck-Institut für Psychiatrie      |
| Kurfürstenstraße 16 (Standort)                                                                                    | Mietshaus                                | Viergeschossiger Mansarddachbau mit rustiziertem Erdgeschoss und Zwerchhaus, in Formen der Neurenaissance, Ende 19. Jahrhundert. | D-1-62-000-3673  | Mietshaus                                |
| Kurfürstenstraße 18 (Standort)                                                                                    | Mietshaus                                | viergeschossiger Satteldachbau über hohem Sockel mit Runderkern, Zwerchhaus und Balkongittern, in Formen des Jugendstils, um 1905. | D-1-62-000-3674  | weitere Bilder                           |
| Kurfürstenstraße 20 (Standort)                                                                                    | Mietshaus                                | Viergeschossiger Walmdachbau in Ecklage, mit Zwerchhausrisalit, geschwungener Gaube und Eckquaderung, in Formen des Neubarock, um 1900, Fassade vereinfacht. | D-1-62-000-3676  | weitere Bilder                           |
| Kurfürstenstraße 22 (Standort)                                                                                    | Mietshaus                                | Viergeschossiger Mansardwalmdachbau mit Zwerchhausrisalit, Polygonal- und Runderkern sowie Balkongittern, in Formen des Jugendstils, 1911–1912 von Carl Evora. | D-1-62-000-3677  | Mietshaus                                |
| Kurfürstenstraße 28 (Standort)                                                                                    | Mietshaus                                | Viergeschossiger Mansarddachbau über hohem Sockel mit Zwerchhaus und reicher Putzgliederung, in Formen des Jugendstils, 1909–1910 von Fritz Heckenstaller. | D-1-62-000-3678  | weitere Bilder                           |
| Kurfürstenstraße 29 (Standort)                                                                                    | Mietshaus                                | Viergeschossiger Mansardwalmdachbau in Ecklage, mit rustiziertem Erdgeschoss, Erker, Zwerchhaus und reicher Putzgliederung, in Neo-Louis-XVI-Formen, 1897–1898 von Heinrich Witzel. | D-1-62-000-3679  | weitere Bilder                           |
| Kurfürstenstraße 30 (Standort)                                                                                    | Mietshaus                                | Viergeschossiger Mansarddachbau mit Polygonalerkern und Balkonen, in Formen des späten Jugendstils, 1911 von Heinrich Stengel und Paul Hofer. | D-1-62-000-3680  | weitere Bilder                           |
| Kurfürstenstraße 31 (Standort)                                                                                    | Mietshaus                                | Viergeschossiger Mansardwalmdachbau in Ecklage, mit Gesimsbändern, in Formen der Neurenaissance, 1891. | D-1-62-000-3681  | weitere Bilder                           |
| Kurfürstenstraße 34 (Standort)                                                                                    | Mietshaus                                | Viergeschossiger Eckbau mit Mansarddach, mit Eckrisalit, Eckquaderung und reicher Putzgliederung, in Formen der Neurenaissance, um 1890. | D-1-62-000-3682  | weitere Bilder                           |
| Kurfürstenstraße 45 (Standort)                                                                                    | Mietshaus                                | Viergeschossiger Mansardwalmdachbau mit Zwerchhaus in Ecklage, mit rustiziertem Erdgeschoss und reicher Putzgliederung, in neubarocken Formen, 1899 von Rosa Barbist. | D-1-62-000-3683  | weitere Bilder                           |
| Kurfürstenstraße 49 (Standort)                                                                                    | Mietshaus                                | Viergeschossiger Mansardwalmdachbau in Ecklage, in spätklassizistischen Formen, um 1870. | D-1-62-000-3684  | Mietshaus                                |
| Kurfürstenstraße 53 (Standort)                                                                                    | Mietshaus                                | Viergeschossiger Mansarddachbau mit Erker, Balkongitter und reicher Putzgliederung, in Formen der Neurenaissance, um 1880. | D-1-62-000-3685  | weitere Bilder                           |

### L
| Lage                             | Objekt                                                                | Beschreibung | Akten-Nr.        | Bild                                                                  |
| -------------------------------- | --------------------------------------------------------------------- | --- | ---------------- | --------------------------------------------------------------------- |
| Lerchenauer Straße 34 (Standort) | Miets- und Geschäftshaus                                              | Dreigeschossiger Eckbau mit Mansardwalmdach und Zwiebelturm-Eckerker, um 1900. | D-1-62-000-3867  | Miets- und Geschäftshaus                                              |
| Lothstraße 21 (Standort)         | Ehemalige Staatliche Chemische Untersuchungsanstalt, jetzt Hochschule | zweigeschossiger Satteldachbau mit vorgelagertem erdgeschossigem Flachdachbau, massive Ziegellochfassaden und Stahlbetonkonstruktion mit Ziegelausfachung, mit Satteldach in Stahlbeton und Fensterrahmungen durch Betonelemente, 1952/53 | D-1-62-000-10020 | Ehemalige Staatliche Chemische Untersuchungsanstalt, jetzt Hochschule |
| Lothstraße 29 (Standort)         | Geschäftshaus                                                         | Nordflügel des ehemaligen Offizierskasinos des 2. Bayerischen Infanterie-Regiments, jetzt Deutscher Landwirtschaftsverlag. Über Natursteinrustika zweigeschossiger Mansardwalmdachbau mit abknickender Fassade und flachem Eingangsrisalit, in Formen der Neurenaissance gegliedert, 1898; Einfriedung, beiderseits anschließend Pfeiler-Gitter-Zäune der Bauzeit. | D-1-62-000-4061  | Geschäftshaus                                                         |
| Lothstraße (Standort)            | Obelisk                                                               | Kriegerdenkmal des 2. Bayerischen Infanterie-Regiments, Obelisk aus Muschelkalkquadern, von Hermann Broxner, 1923; auf kleinem dreieckigem Platz am Nordende der Straße, Ecke Winzererstraße. | D-1-62-000-4064  | weitere Bilder                                                        |

### M
| Lage                                   | Objekt                           | Beschreibung                                                                                                  | Akten-Nr.       | Bild                             |
| -------------------------------------- | -------------------------------- | --- | --------------- | -------------------------------- |
| vor Max-von-Gruber-Straße 3 (Standort) | Gedenkbrunnen für Max von Gruber | Becken mit pfeilerartigem Nagelfluh-Aufbau, 1928 von Karl Knappe.                                             | D-1-62-000-4485 | Gedenkbrunnen für Max von Gruber |
| Mitterwieserstraße 3 (Standort)        | Mietshaus                        | Dreigeschossiger pilastergegliederter Mansarddachbau in neubarocken Formen mit abgewalmten Dachhaus, um 1900. | D-1-62-000-4569 | Mietshaus                        |

### N
| Lage                                    | Objekt    | Beschreibung | Akten-Nr.       | Bild           |
| --------------------------------------- | --------- | --- | --------------- | -------------- |
| Nordendstraße 64 (früher 72) (Standort) | Mietshaus | neubarock, mit zwei Erkertürmchen an den Ecken und Stuckdekor am Giebel, 1909 von Paul Breitsameter; südlicher Abschluss des Kurfürstenplatzes. | D-1-62-000-4805 | weitere Bilder |

### P
| Lage                      | Objekt    | Beschreibung | Akten-Nr.       | Bild      |
| ------------------------- | --------- | --- | --------------- | --------- |
| Pündterplatz 1 (Standort) | Mietshaus | Viergeschossiger neubarocker Mansardwalmdachbau in Ecklage mit Erker, Zwerchhäusern und Stuckgliederung, 1902 von Anton Wörz.               | D-1-62-000-5623 | Mietshaus |
| Pündterplatz 3 (Standort) | Mietshaus | Viergeschossiger Mansarddachbau mit Zwerchhäusern, Mittelbalkon und neubarocker Stuckgliederung, 1902 von Anton Wörz.                       | D-1-62-000-5624 | Mietshaus |
| Pündterplatz 5 (Standort) | Mietshaus | Viergeschossiger neubarocker Mansarddachbau mit Doppelerkerfassade, Zwerchhaus und reicher Stuckgliederung, 1902 von Anton Wörz.            | D-1-62-000-5625 | Mietshaus |
| Pündterplatz 6 (Standort) | Mietshaus | Viergeschossiger Mansarddachbau mit Zwerchhaus und neubarocker Stuckfassade, um 1900.                                                       | D-1-62-000-5626 | Mietshaus |
| Pündterplatz 7 (Standort) | Mietshaus | Viergeschossiger neubarocker Mansarddachbau mit Zwerchhaus, Mittelbalkon und Stuckgliederung, 1902 von Anton Wörz.                          | D-1-62-000-5627 | Mietshaus |
| Pündterplatz 8 (Standort) | Mietshaus | Viergeschossiger neubarocker Mansardwalmdachbau in Ecklage mit durch geschweiften Zwerchgiebel betontem Erker und Stuckgliederung, um 1900. | D-1-62-000-5628 | Mietshaus |
| Pündterplatz 9 (Standort) | Mietshaus | Viergeschossiger neubarocker Mansardwalmdachbau in Ecklage mit Erkern, Zwerchhäusern und reicher Stuckgliederung, 1902 von Anton Wörz.      | D-1-62-000-5629 | Mietshaus |

### R
| Lage                         | Objekt     | Beschreibung | Akten-Nr.       | Bild           |
| ---------------------------- | ---------- | --- | --------------- | -------------- |
| Römerstraße 3/5/7 (Standort) | Wohnanlage | Viergeschossiger neubarocker Mansardwalmdachbau mit Zwerchgiebeln und Putzgliederung, um 1900. | D-1-62-000-5866 | Wohnanlage     |
| Römerstraße 9 (Standort)     | Mietshaus  | Viergeschossiger Mansardwalmdachbau in Ecklage, mit über Eck gesetztem Erkerturm, Zwerchgiebel und neubarocker Putzgliederung, um 1900.                                                            | D-1-62-000-5869 | Mietshaus      |
| Römerstraße 11 (Standort)    | Mietshaus  | Viergeschossiger Mansarddachbau mit Zwerchgiebel, Pilastern und Stuckdekor, errichtet in den Formen des neuklassizistischen Jugendstils, 1899 von Henry Helbig und Ernst Haiger.                   | D-1-62-000-5870 | Mietshaus      |
| Römerstraße 14 (Standort)    | Mietshaus  | Fünfgeschossiger Jugendstilbau mit polygonalem Eckerker und Putzgliederung, baulich verbunden viergeschossiges Rückgebäude mit Loggien, um 1910; mit Einfriedung, gleichzeitig.                    | D-1-62-000-5871 | Mietshaus      |
| Römerstraße 15 (Standort)    | Mietshaus  | Viergeschossiger Jugendstilbau mit halbrundem Erker, Zwerchgiebel und reichem Putz- und Stuckdekor, 1900 von Eugen Hönig und Karl Söldner. Aktuell wird das Gebäude von der ERES-Stiftung genutzt. | D-1-62-000-5872 | Mietshaus      |
| Römerstraße 16 (Standort)    | Mietshaus  | Viergeschossiger Jugendstilbau mit Walmdach, Zwerchgiebel und Flacherker, reicher Fassadendekor, 1903–1904 von Adolf Wentzel; samt Gartenzaun; Wohnhaus von Karl Wolfskehl und Stefan George.      | D-1-62-000-5873 | weitere Bilder |
| Römerstraße 21 (Standort)    | Mietshaus  | Fünfgeschossiger Jugendstil-Eckbau mit Walmdach, vier Erkern und Putzgliederung, um 1900. | D-1-62-000-5874 | Mietshaus      |
| Römerstraße 26 (Standort)    | Mietshaus  | Viergeschossiger Jugendstilbau mit Segmentbogenerker, seitlichen Balkongittern und Stuckdekor, 1910–1911 von Franz Popp.                                                                           | D-1-62-000-5875 | Mietshaus      |
| Römerstraße 28 (Standort)    | Mietshaus  | Viergeschossiger Walmdachbau in Ecklage mit Erkern, Schweifgiebeln und Stuckdekor, errichtet im Stil der deutschen Renaissance, um 1900                                                            | D-1-62-000-5876 | weitere Bilder |
| Römerstraße 29 (Standort)    | Mietshaus  | Viergeschossiger barockisierender Walmdachbau mit asymmetrisch angesetztem Kastenerker und Schweifgiebel, um 1900.                                                                                 | D-1-62-000-5877 | Mietshaus      |
| Römerstraße 31 (Standort)    | Mietshaus  | Viergeschossiger Eckbau in deutscher Renaissance, mit Stuckdekor und seitlichen Giebelausbildungen, um 1900.                                                                                       | D-1-62-000-5878 | Mietshaus      |
| Römerstraße 33 (Standort)    | Mietshaus  | Viergeschossiger Eckbau in deutscher Renaissance mit Halbwalmdachgiebel, Erker und Stuckdekor, um 1900.                                                                                            | D-1-62-000-5879 | weitere Bilder |
| Römerstraße 35 (Standort)    | Mietshaus  | Viergeschossiger schlichter Neurenaissancebau mit Mansardwalmdach und seitlichem Giebelabschluss, um 1900.                                                                                         | D-1-62-000-5880 | Mietshaus      |
| Römerstraße 37 (Standort)    | Mietshaus  | Viergeschossiger Mansardwalmdachbau in Ecklage mit Schweifgiebeln, erbaut im Stil des Neubarock mit reicher Putzgliederung und Fassadenstuck, 1902 von Anton Wörz.                                 | D-1-62-000-5881 | weitere Bilder |

### S
| Lage                                                    | Objekt                                            | Beschreibung | Akten-Nr.        | Bild                                              |
| ------------------------------------------------------- | ------------------------------------------------- | --- | ---------------- | ------------------------------------------------- |
| Scheidplatz 1a (Standort)                               | Ehemaliges Trambahngebäude                        | verputzter erdgeschossiger Pavillonbau mit sehr flachem weit überstehendem Flachdach, mit mittigen Warteräumen Bedienstetenräumen, von Stadtwerke - Verkehrsbetriebe/Hochbau, 1959/60 | D-1-62-000-11117 | Ehemaliges Trambahngebäude                        |
| Schleißheimer Straße (Standort)                         | U-Bahnhof Petuelring                              | U-Bahnhöfe der Olympia-U-Bahn-Linie, Folge von fünf Bahnhöfen, vom U-Bahnreferat der Landeshauptstadt München unter Leitung von Garabede Chabasian, 1968–72 U-Bahnhof Petuelring, unterirdische Haltestelle mit Mittelbahnsteig und zwei Gleisen sowie Verteilergeschoss, Hintergleiswandgestaltung von Christine Stadler     | D-1-62-000-10051 | weitere Bilder                                    |
| Schleißheimer Straße 79 (Standort)                      | Mietshaus                                         | Viergeschossiger historistischer Eckbau mit Marienfigur und darüberliegendem Eckturmerker, um 1900; Gruppe mit Schleißheimer Straße 81. | D-1-62-000-6201  | weitere Bilder                                    |
| Schleißheimer Straße 81 (Standort)                      | Mietshaus                                         | Deutsche Renaissance, mit Erker, um 1900; Gruppe mit Schleißheimer Straße 79. | D-1-62-000-6202  | Mietshaus                                         |
| Schleißheimer Straße 89 (Standort)                      | Mietshaus                                         | Viergeschossiger Mansarddachbau mit drei Kleinerkern, rustiziertem Erdgeschoss und reicher Putzgliederung, in barockisierenden Formen, 1910–1913 von Friedrich Spindler; gleicht Winzererstraße 56. | D-1-62-000-6203  | weitere Bilder                                    |
| Schleißheimer Straße 118 (Standort)                     | Mietshaus                                         | Viergeschossiger Walmdachbau in Ecklage mit rustiziertem Erdgeschoss, Balkonen und großer Walmdachgaube, in barockisierenden Formen, um 1900. | D-1-62-000-6207  | Mietshaus                                         |
| Schleißheimer Straße 122 (Standort)                     | Mietshaus                                         | Jugendstil, mit asymmetrisch angeordneten Balkonen und Erker, Anfang 20. Jahrhundert. | D-1-62-000-6208  | Mietshaus                                         |
| Schleißheimer Straße 142 (Standort)                     | Nordbad                                           | Mehrgliedrige Anlage um zwei Innenhöfe, zentrales eingeschossiges Badehaus umfasst von zweigeschossigem Dreiflügelbau mit Walmdach und viersäuligem Eingangsportikus, in Formen des Neuklassizismus, 1936–1941 von Karl Meitinger und Philipp Zametzer.                                                                       | D-1-62-000-6209  | weitere Bilder                                    |
| Schleißheimer Straße 200/202/204/206/208/210 (Standort) | Wohnanlage                                        | U-förmig einen Hof umschließender viergeschossiger Flachdachbau mit Balkonen, Dreieckerkern, Fresken und Bauplastik, in Formen der Neuen Sachlichkeit, 1929/1930 von Eduard Herbert und Otho Orlando Kurz; mit Vorgartenmauern; mit Böttingerstraße 1/3/5/7/8/9/10/11/12/13 und Hiltenspergerstraße 107.                      | D-1-62-000-6211  | Wohnanlage                                        |
| Schleißheimer Straße 212 (Standort)                     | St. Sebastian                                     | Katholische Pfarrkirche St. Sebastian, Neue Sachlichkeit, Klinkerbau mit Turm, 1928–1929 von Eduard Herbert und Otho Orlando Kurz. Pfarrhaus siehe Hiltenspergerstraße 115. | D-1-62-000-6212  | weitere Bilder                                    |
| Schleißheimer Straße 214/216/218 (Standort)             | Wohnanlage                                        | Viergeschossige Südfront eines vierflügeligen Flachdachblocks im Stil der Neuen Sachlichkeit mit Balkonbändern und Bauplastik, um 1930 von Eduard Herbert und Otho Orlando Kurz; Vierflügelanlage mit Karl-Theodor-Straße 102/104/106 und Bechsteinstraße 1/3/5/7.                                                            | D-1-62-000-3273  | Wohnanlage                                        |
| Schwere-Reiter-Straße 4 (Standort)                      | Ehemalige Luftschifferkaserne der Luitpoldkaserne | freistehender dreigeschossiger Flachwalmdachbau mit Dachreiter und Risalit, Sichtziegelbau mit roten Ziegelgliederungen, errichtet im Stil der Neurenaissance, um 1900; mit Einfriedung, bauzeitlich. | D-1-62-000-2638  | Ehemalige Luftschifferkaserne der Luitpoldkaserne |
| Schwere-Reiter-Straße 39 (Standort)                     | Mannschaftsgebäude                                | Ehemaliges Mannschaftsgebäude der Prinz-Leopold-Kaserne. Dreigeschossiger reich gegliederter Neubarockbau mit drei Risaliten, Risalite mit Mansardwalmdächern, der mittlere zudem mit Stuckdekor, von Georg Zeiser, 1900–1902; Pendant zu Winzererstraße 45; mit Einfriedung, gleichzeitig.                                   | D-1-62-000-6391  | Mannschaftsgebäude                                |
| Schwere-Reiter-Straße 41 (Standort)                     | Stabsgebäude                                      | Ehemaliges Stabsgebäude der Prinz-Leopold-Kaserne. Dreigeschossiger gegliederter Neubarockbau mit Zeltdach und Wappenrelief am Zwerchgiebel, von Georg Zeiser, 1900–1902. An der Ostseite Gedenktafel des 100-jährigen Jubiläums des Schwere-Reiter-Regiments Prinz Karl von Bayern, 1914. Vergleiche auch Winzererstraße 41. | D-1-62-000-6392  | Stabsgebäude                                      |

### T
| Lage                     | Objekt    | Beschreibung | Akten-Nr.       | Bild           |
| ------------------------ | --------- | --- | --------------- | -------------- |
| Tengstraße 14 (Standort) | Mietshaus | Viergeschossiger historistischer Eckbau mit zwei Erkern und Eckkuppel, 1906 von Konrad Böhm; Fassade vereinfacht. | D-1-62-000-6801 | Mietshaus      |
| Tengstraße 22 (Standort) | Mietshaus | Viergeschossiger Eckbau mit Mansardwalmdach, mit turmartigem Aufsatz und reicher Putzgliederung, im klassizisierenden Jugendstil, 1912 von Otho Orlando Kurz und Eduard Herbert.                                                                             | D-1-62-000-6803 | Mietshaus      |
| Tengstraße 24 (Standort) | Mietshaus | Viergeschossiger Mansarddachbau mit großem Zwerchhaus, Erkern, Eingangsportal und reicher Putzgliederung, in den Formen des Jugendstils, 1911 von Otho Orlando Kurz und Eduard Herbert; Gruppe mit dem gleichartigen Haus Tengstraße 26.                     | D-1-62-000-6804 | Mietshaus      |
| Tengstraße 26 (Standort) | Mietshaus | Viergeschossiger Mansarddachbau mit großem Zwerchhaus, Erkern, Eingangsportal und reicher Putzgliederung, in den Formen des Jugendstils, 1911 von Otho Orlando Kurz und Eduard Herbert; Gruppe mit dem gleichartigen Haus Tengstraße 24.                     | D-1-62-000-6805 | Mietshaus      |
| Tengstraße 27 (Standort) | Mietshaus | Viergeschossiger Mansarddachbau mit Breiterker, Zwerchhaus, Balkongittern und reicher Putzgliederung mit plastischem Dekor, in Formen des Jugendstils, 1911–1912 von Franz Popp, Fassade von Wilhelm Borchert.                                               | D-1-62-000-6806 | weitere Bilder |
| Tengstraße 33 (Standort) | Mietshaus | Ehemaliger Sitz des Museums Witt. Viergeschossiger Mansarddachbau mit Polygonalerkern, Balkon und hohem Zwerchhaus mit Schmuckgiebel, in Formen des späten Jugendstils, 1909–1910 von Otho Orlando Kurz und Eduard Herbert; Gruppe mit Tengstraße 35 und 37. | D-1-62-000-6807 | Mietshaus      |
| Tengstraße 35 (Standort) | Mietshaus | Viergeschossiger Mansarddachbau mit hohem Zwerchhaus mit Schmuckgiebel und Gesimsbändern, in Formen des späten Jugendstils, 1909–1910 von Otho Orlando Kurz und Eduard Herbert; Gruppe mit Tengstraße 33 und 37.                                             | D-1-62-000-6808 | Mietshaus      |
| Tengstraße 37 (Standort) | Mietshaus | Viergeschossiger Mansarddachbau mit Erker und hohem Zwerchhaus mit Schmuckgiebel, in Formen des späten Jugendstils, 1909–1910 von Otho Orlando Kurz und Eduard Herbert; Gruppe mit Tengstraße 33 und 35.                                                     | D-1-62-000-6809 | Mietshaus      |
| Tengstraße 43 (Standort) | Mietshaus | Fünfgeschossiger Satteldachbau mit Runderker, Rundbogenportal und Fenstergesimsen, in Formen des späten Jugendstils, 1909 von Otho Orlando Kurz und Eduard Herbert; Fassade vereinfacht.                                                                     | D-1-62-000-6810 | Mietshaus      |
| Tengstraße 45 (Standort) | Mietshaus | Viergeschossiger Satteldacheckbau, mit Schweifgiebel, Zwerchhaus, Erkern, Balkonen und reicher Putzgliederung, in Formen des späten Jugendstils, 1909–1910 von Franz Popp.                                                                                   | D-1-62-000-6811 | weitere Bilder |

### V
| Lage                                    | Objekt                  | Beschreibung | Akten-Nr.       | Bild           |
| --------------------------------------- | ----------------------- | --- | --------------- | -------------- |
| Viktor-Scheffel-Straße 1 (Standort)     | Mietshaus               | Viergeschossiger neubarocker Eckbau mit Walmdach und Kastenerker, Polygonalerker über Eck gesetzt mit Zwiebelkuppel, um 1900.                                                                                            | D-1-62-000-7219 | Mietshaus      |
| Viktor-Scheffel-Straße 2 (Standort)     | Mietshaus               | Viergeschossiger Neubarockbau mit Walmdach, turmartig erhöhter Eckausbildung und Kastenerker, um 1900. | D-1-62-000-7220 | Mietshaus      |
| Viktor-Scheffel-Straße 3 (Standort)     | Mietshaus               | Viergeschossiger Neubarockbau mit Walmdach, Zwerchgiebel und Putzgliederung bzw. Putzrustika, um 1900. | D-1-62-000-7221 | Mietshaus      |
| Viktor-Scheffel-Straße 5 (Standort)     | Mietshaus               | Viergeschossiger Walmdachbau mit Erker und Schweifgiebel, errichtet im Stil der deutschen Renaissance, um 1900. | D-1-62-000-7222 | Mietshaus      |
| Viktor-Scheffel-Straße 17/19 (Standort) | Mietshaus               | Symmetrisch angelegte viergeschossige Jugendstilbauten mit Atelieraufbauten, Balkon-Erker-Gruppen und Fassadenstuck, Anfang 20. Jahrhundert.                                                                             | D-1-62-000-7224 | Mietshaus      |
| Viktor-Scheffel-Straße 18 (Standort)    | Mietshaus               | Viergeschossiger Walmdachbau mit asymmetrisch angesetztem Erker, breitem Dachhaus und Stuckdekor, errichtet in Formen des späten Jugendstils, Anfang 20. Jahrhundert.                                                    | D-1-62-000-7225 | Mietshaus      |
| Viktor-Scheffel-Straße 20 (Standort)    | Mietshaus               | Viergeschossiger Jugendstilbau mit Dachhaus, Erkern und Fassadenstuck, Anfang 20. Jahrhundert. | D-1-62-000-7227 | weitere Bilder |
| Viktor-Scheffel-Straße 21 (Standort)    | Mietshaus               | Viergeschossiger Neubarockbau mit Volutengiebel, Atelieraufbauten und Fassadenrustizierung, um 1900. | D-1-62-000-7228 | Mietshaus      |
| Viktor-Scheffel-Straße 22 (Standort)    | Mietshaus               | Viergeschossiger Mansardwalmdachbau in Ecklage mit Eckkuppel, Erkern und Zwerchgiebeln, erbaut im barockisierenden Jugendstil, 1902–1903 von J. und M. Könyves.                                                          | D-1-62-000-7229 | Mietshaus      |
| Viktoriaplatz (Standort)                | Seehundbrunnen          | Brunnen mit Seehund-Plastik, 1936 von Emil Manz. | D-1-62-000-7205 | weitere Bilder |
| Viktoriastraße 1 (Standort)             | Mietshaus               | Neubarocker Walmdachbau in Ecklage, mit Flacherker, Zwerchgiebel und über Eck gesetzten Erkerturm, um 1902 von Anton Wörz.                                                                                               | D-1-62-000-7207 | Mietshaus      |
| Viktoriastraße 3 (Standort)             | Mietshaus               | Viergeschossiger Neubarockbau mit Walmdach, Schweifgiebel, Putzgliederung und Stuckdekor, 1901/1902 von Anton Wörz. | D-1-62-000-7209 | Mietshaus      |
| Viktoriastraße 5 (Standort)             | Mietshaus               | Viergeschossiger abgewalmter Jugendstil-Eckbau mit turmartig erhöhter Eckausbildung und renaissancierenden Fensterrahmungen, um 1900.                                                                                    | D-1-62-000-7210 | Mietshaus      |
| Viktoriastraße 9 (Standort)             | Mietshaus               | Später Jugendstil, mit Segmentrisalit und Tierfiguren auf der Vorgartenmauer, 1910–1912 von Max Neumann; bildet mit Viktoriastraße 11 eine symmetrische Gruppe mit eingezogener Mitte.                                   | D-1-62-000-7213 | weitere Bilder |
| Viktoriastraße 11 (Standort)            | Mietshaus               | Später Jugendstil, mit Segmentrisalit und Tierfiguren auf der Vorgartenmauer, 1910–12 von Max Neumann; bildet mit Viktoriastraße 9 eine symmetrische Gruppe mit eingezogener Mitte.                                      | D-1-62-000-7213 | weitere Bilder |
| Viktoriastraße 17 (Standort)            | Mietshaus               | Viergeschossiger Jugendstilbau mit Mansarddach und seitlichem Giebelabschluss, Fassade mit (Boden-)erker, Zwerchhaus und Putzdekor, Anfang 20. Jahrhundert; mit Toreinfahrt, gleichzeitig. Gruppe mit Viktoriastraße 19. | D-1-62-000-7215 | weitere Bilder |
| Viktoriastraße 19 (Standort)            | Mietshaus               | Viergeschossiger Jugendstilbau mit Mansarddach und seitlichem Giebelabschluss, Fassade mit Erkern, übergiebelten breiten Dachhaus und Putzdekor, 1909 von Anton Wörz; Gruppe mit Viktoriastraße 17.                      | D-1-62-000-7216 | weitere Bilder |
| Viktoriastraße 23/25 (Standort)         | Wohn- und Geschäftshaus | Viergeschossiger Mansarddachbau mit Eckturm und Erkern, im barockisierenden Heimatstil, von Otto Steinbüchel, 1927–1932; mit Einfriedung bei Viktoriastraße 23, bauzeitlich.                                             | D-1-62-000-8340 | weitere Bilder |

### W
| Lage                            | Objekt                 | Beschreibung | Akten-Nr.       | Bild               |
| ------------------------------- | ---------------------- | --- | --------------- | ------------------ |
| Winzererstraße 35 (Standort)    | Wohnhausanlage         | Barockisierende Anlage, bestehend aus drei dreigeschossigen Walmdachbauten mit Putzgliederung, diese durch Torbögen miteinander verbunden, bezeichnet mit dem Jahr 1926.; mit Elisabethstraße 68 und Schwere-Reiter-Straße 28; schließt mit dem gegenüberliegenden Haus Winzererstraße 68 einen regelmäßigen Platz ein. | D-1-62-000-1489 | Wohnhausanlage     |
| Winzererstraße 41 (Standort)    | Offiziersspeiseanstalt | Ehemalige Offiziersspeiseanstalt der ehemaligen Prinz-Leopold-Kaserne. Freistehend schräggestellter neubarocker Eckbau, schlossartig mit reichem plastischem Dekor am Mittelrisalit und vorgelegter Terrasse mit Freitreppe, von Georg Zeiser und Beetz, 1901–1902. Zur Baugruppe der ehemaligen Kaserne gehören Schleißheimer Straße 41 und 45 sowie Schwere-Reiter-Straße 39 und 41.                                                                                | D-1-62-000-7612 | weitere Bilder     |
| Winzererstraße 43 (Standort)    | Kasernengebäude        | Ehemaliger Teil der Prinz-Leopold-Kaserne (vergleiche Schleißheimer Straße 41), dann staatliches Straßenbauamt. Dreigeschossiger Mansardwalmdachbau mit Eckrisaliten und reicher Gliederung, in neubarocken Formen, von Georg Zeiser, um 1900–1902. Zur Baugruppe der ehemaligen Kaserne gehören Schleißheimer Straße 41 und 45 sowie Schwere-Reiter-Straße 39 und 41.                                                                                                | D-1-62-000-7613 | Kasernengebäude    |
| Winzererstraße 45 (Standort)    | Mannschaftsgebäude     | Ehemaliges Mannschaftsgebäude der Prinz-Leopold-Kaserne. Langgestreckter, dreigeschossiger Satteldachbau mit Mittelpavillon mit Mansardwalmdach und reichem, plastischem Stuckdekor und zwei Seitenpavillons mit Mansarddach, reiche Fassadengliederung in neubarocken Formen, von Georg Zeiser, um 1900–1902; Pendant zu Schwere-Reiter-Straße 39. Zur Baugruppe der ehemalige Kaserne gehören Schleißheimer Straße 41 und 43 sowie Schwere-Reiter-Straße 39 und 41. | D-1-62-000-7614 | Mannschaftsgebäude |
| Winzererstraße 52/54 (Standort) | Verwaltungsgebäude     | Breit gelagerter, viergeschossiger Satteldachbau über hohem Sockel, mit vier Zwerchhäusern mit Satteldach, zwei Kastenerkern mit Karyatidenloggien, Figurenportal, rustiziertem Erdgeschoss und Gesimsbändern, in historisierenden Formen, von Friedrich Spindler, 1912. | D-1-62-000-7617 | weitere Bilder     |
| Winzererstraße 56 (Standort)    | Mietshaus              | Viergeschossiger Mansarddachbau mit drei Kleinerkern, rustiziertem Erdgeschoss und reicher Putzgliederung, in barockisierenden Formen, 1912–1913 von Friedrich Spindler; Gruppe mit Winzererstraße 58; gleicht Schleißheimer Straße 89. | D-1-62-000-7619 | Mietshaus          |
| Winzererstraße 58 (Standort)    | Mietshaus              | Fünfgeschossiger Walmdachbau in Ecklage mit Kastenerkern, rustiziertem Erdgeschoss und Fenstergesimsen, in barockisierenden Formen, um 1910 von Friedrich Spindler; Gruppe mit Winzererstraße 56 und Wormser Straße 3. | D-1-62-000-7620 | Mietshaus          |
| Winzererstraße 68 (Standort)    | Stadtarchiv            | Ehemaliges Wehramt, jetzt Stadtarchiv. Barockisierender Walmdachbau mit Portalvorbau, 1912–1913 von Hans Grässel; flankiert von freistehenden, niedrigeren Eckbauten; schließt mit dem gegenüberliegenden Haus Winzererstraße 35 einen regelmäßigen Platz ein. | D-1-62-000-7621 | weitere Bilder     |
| Winzererstraße 92 (Standort)    | Mietshaus              | Viergeschossiger Mansarddachbau mit Flacherkern und Satteldachgauben, in Formen der deutschen Neurenaissance, um 1900. | D-1-62-000-7622 | Mietshaus          |
| Wormser Straße 3 (Standort)     | Mietshaus              | Fünfgeschossiger, historisierender Bau mit Kastenerker, 1913 von Friedrich Spindler; Gruppe mit Winzererstraße 58. | D-1-62-000-7689 | Mietshaus          |

### Z
| Lage                        | Objekt    | Beschreibung | Akten-Nr.       | Bild      |
| --------------------------- | --------- | --- | --------------- | --------- |
| Zentnerstraße 32 (Standort) | Mietshaus | Viergeschossiger Mansardwalmdachbau mit Eingangsvorbau und kolossaler Putzgliederung, in neuklassizistischen Formen, 1914 von Paul Pirckmayer. | D-1-62-000-7738 | Mietshaus |

## Ehemalige Baudenkmäler
In diesem Abschnitt sind Objekte aufgeführt, die früher einmal in der Denkmalliste eingetragen waren, jetzt aber nicht mehr. Objekte, die in anderem Zusammenhang – also z. B. als Teil eines Baudenkmals – weiter eingetragen sind, sollen hier nicht aufgeführt werden. Aktennummern in diesem Abschnitt sind ehemalige, jetzt nicht mehr gültige Aktennummern.

| Lage                                 | Objekt          | Beschreibung | Akten-Nr.       | Bild        |
| ------------------------------------ | --------------- | --- | --------------- | ----------- |
| Infanteriestraße 19 (Standort)       | Luitpoldkaserne | Ehemalige Luftschifferkaserne, freistehender Block aus gelben und roten Ziegeln, mit Dachreiter, um 1900.                  |                 | BW          |
| Viktor-Scheffel-Straße 10 (Standort) | Gedenktafel     | Gedenktafel für Max Reger, der hier 1907 wohnte, von ca. 1930 wegen fehlender Aussagekraft aus der Denkmalliste gestrichen | D-1-62-000-7223 | Gedenktafel |